# Martin Luther King
(Martin Luther King in occasione di un discorso davanti al Lincoln Memorial di Washington, a conclusione della relativa marcia da lui guidata, il 28 agosto 1963.)
Martin Luther King Jr., nato Michael King Jr. (Atlanta, 15 gennaio 1929 – Memphis, 4 aprile 1968), è stato un attivista, politico e pastore protestante statunitense, leader del movimento per i diritti civili degli afroamericani.
Considerato come una delle figure più popolari e carismatiche della lotta contro la segregazione razziale, King ricevette il premio Nobel per la pace nel 1964.
Unanimemente riconosciuto «apostolo instancabile della resistenza non violenta» e come «eroe e paladino dei reietti e degli emarginati», Martin Luther King si è sempre esposto in prima linea affinché fosse abbattuto nella realtà degli Stati Uniti d'America degli anni cinquanta e sessanta ogni sorta di pregiudizio etnico.
L'impegno civile di Martin Luther King è condensato nella famosa Lettera dalla prigione di Birmingham, scritta nel 1963, e in Strength to love, una raccolta di sermoni nei quali emerge la sua profonda fede cristiana.
Ha predicato l'ottimismo creativo dell'amore e della resistenza non violenta, come la più sicura alternativa sia alla rassegnazione passiva, sia alla reazione violenta preferita da altri gruppi di colore, come ad esempio i seguaci di Malcolm X. Il suo nome viene accostato per la sua attività di pacifista a quello di Gandhi, il leader della non violenza di cui King è stato un appassionato studioso.

## Biografia
(Martin Luther King)
Martin Luther King nacque ad Atlanta, negli Stati Uniti il 15 gennaio 1929, secondogenito di Martin Luther King Senior (1899-1984), di origini nigeriane e irlandesi, reverendo della chiesa Battista, e di Alberta Williams (1904-1974), organista nel coro della chiesa. Il suo nome legale alla nascita era Michael King come quello di suo padre. Il padre decise di cambiare il nome in Martin Luther King nel 1934 durante un viaggio in Terra Santa e in Europa, che lo portò anche nella Berlino della Germania nazista, dove fu affascinato dalla figura del grande riformatore tedesco Martin Lutero. In famiglia il piccolo King continuò a essere chiamato Mike. Il nonno materno di Martin, il reverendo Adam Daniel Williams (1861-1931), era pastore nella chiesa in cui venne battezzato, la Ebenezer Baptist Church di Atlanta, mentre sia la nonna paterna, Delia Linsey (1875-1924) sia quella materna, Jennie Celeste Parks Williams (1873-1941) frequentarono lo stesso seminario, lo Spellman Seminary. Delia, figlia di due schiavi, James Jim Long (1844-1880) e Jane Linsey (1853-1880), acquisì il cognome della madre, mentre il nonno paterno, James Albert King (1864-1933), proveniva da una famiglia di origine irlandese e nigeriana.
Martin Luther King crebbe ad Atlanta nella Auburn Avenue, la zona borghese della città, dove frequentò le scuole elementari Younge street elementary School e David T. Howard Elementary School nella quale si diplomò nel 1940. In seguito frequentò la scuola sperimentale dell'università di Atlanta prima di entrare al Booker T. Washington High School. All'età di soli tredici anni divenne il più giovane vicedirettore di un giornale per la collaborazione prestata all'Atlanta Journal. A quattordici anni, come racconta nella sua biografia, di ritorno da un viaggio in autobus a Dublin dove aveva sostenuto una gara oratoria, poi vinta, fu costretto assieme ad altri a cedere il suo posto a dei passeggeri bianchi saliti a bordo lungo il percorso, rimanendo in piedi per oltre 141 chilometri. Come lui stesso avrebbe affermato, fu una serata indelebile nella sua memoria.
A quindici anni riuscì a superare l'esame di ammissione all'Atlanta Baptist College, collegio per neri di Atlanta successivamente rinominato Morehouse College, frequentato in precedenza da suo padre e da suo nonno - formalmente senza aver concluso gli studi precedenti - dove si laureò in sociologia nel giugno del 1948. Al college negli anni 1946 e 1948 ottenne due secondi posti al John L. Webb Oratorical Contest. Nel 1946 ottenne un'occupazione estiva all'Atlanta Railway Express Company, da dove si dimise subito dopo che il suo capo (bianco) lo aveva chiamato con il termine “nigger”. Durante gli anni in cui frequentava il college pensava al suo futuro: inizialmente voleva diventare avvocato o medico, anche se aveva aiutato suo padre per diversi mesi e un suo caro amico, Walter McCall, era deciso a diventare pastore.

### La scelta religiosa

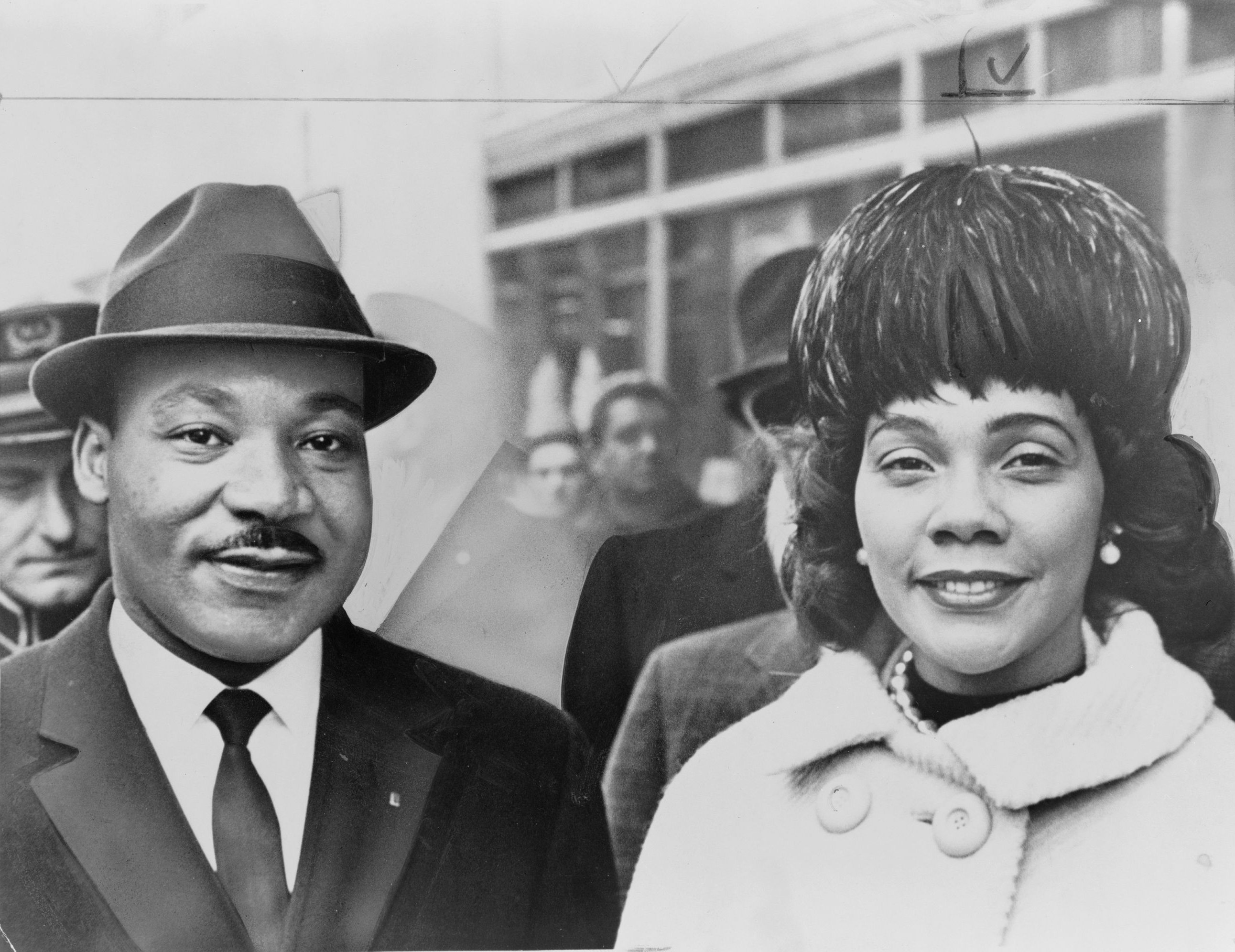
King con sua moglie Coretta Scott King

Il padre, il reverendo Martin Luther King Senior, consigliò al figlio di diventare pastore battista come lui. Inizialmente scettico su tale scelta, si convinse grazie alla lettura dei grandi pensatori religiosi. Iniziò il suo percorso di studi religiosi nell'autunno del 1948 al Crozer Theological Seminary di Chester, in Pennsylvania, una scuola principalmente composta da bianchi e pochi afroamericani soprattutto maschi . Nel 1950 assistette a una conferenza su Mahatma Gandhi. Studiò con profitto con Robert Keighton. L'8 maggio 1951 ricevette il baccalaureato in teologia. Ottenne anche una borsa di studio (per J. Lewis Crozer) e vinse il Plafker.
Fidanzato prima con Juanita Sellers, in seguito si fidanzò con una ragazza bianca, Betty Moitz, che avrebbe voluto sposare. Il 13 settembre 1951 iniziò a frequentare l'Università di Boston, nella città dove, nel gennaio seguente, conobbe Coretta Scott; i due si sposarono il 18 giugno 1953. All'università studiò con Edgar S. Brightman e L. Harold DeWolf, a quei tempi viveva nella Massachusetts Avenue. Conseguì il dottorato in Teologia sistematica il 5 giugno 1955.
Nel 1954, ebbe diverse offerte, sia da alcune chiese, sia da alcuni college. Accettò la proposta di una chiesa battista di Dexter Avenue a Montgomery, in Alabama. Il 24 gennaio 1954 proferì il suo sermone di prova, con il titolo The Three dimensions of a complete life ("Le tre dimensioni di una vita completa"). Il 14 aprile 1954 accetta l'incarico, con un salario di 4 200 dollari all'anno. A venticinque anni Martin Luther King Jr. diventò così il pastore di una delle città nel profondo Sud degli Stati Uniti dove la situazione razziale era tra le più dure. Entrò a far parte della sede locale del NAACP e diventò vicepresidente del Consiglio dell'Alabama per i rapporti umani.

### Il caso di Rosa Parks
Rosa Parks, figura-simbolo del movimento per i diritti civili, divenne famosa per aver rifiutato nel 1955 di cedere il posto su un autobus a un bianco, dando così origine al boicottaggio dei bus a Montgomery. Nove mesi prima anche Claudette Colvin fu protagonista di un episodio analogo, che non ebbe uguale risonanza mediatica.
La situazione di segregazione e negazione dei più elementari diritti civili alla comunità nera, a Montgomery come in molte altre parti degli USA, aveva già portato molta tensione nella comunità afroamericana. Il 2 marzo del 1955 a Montgomery alcuni bianchi salirono su un autobus; non essendoci posti liberi, l'autista pretese che quattro donne di colore, che si erano sedute nei posti di mezzo, si alzassero lasciando il loro posto a quei ragazzi bianchi: due ubbidirono mentre altre due no. Accorsa la polizia a dirimere la questione, Claudette Colvin, una studentessa quindicenne, reclamò i propri diritti, in quanto sedutasi prima, ma venne fatta scendere e arrestata. Il caso viene messo al vaglio di una commissione della comunità afroamericana in cui sedeva anche King, il quale, assieme agli attivisti Edgar Nixon e Clifford Durr, decise di non prendere iniziative per il momento.
Il 1º dicembre 1955 Rosa Parks per essersi rifiutata di lasciare il suo posto, ancora uno di quelli di mezzo, messi a disposizione di tutti, per far sedere un uomo bianco, venne arrestata e accusata di aver violato le leggi sulla segregazione. La donna apparteneva al NAACP; avvertì così Edgar Nixon che ne firmò la garanzia. In un primo momento la notizia del sopruso scatenò una reazione violenta da parte della comunità nera di Montgomery e la polizia reagì agli incendi degli autobus e alle vetrine fracassate sparando. Nixon avvertì King dell'accaduto e dopo un incontro nella sua chiesa dove parteciparono più di quaranta leader della comunità afroamericana, su proposta di L. Roy Bennett, presidente della Interdenominational Alliance attuando un sistema di protesta non violento, basato sul boicottaggio, si decise che il giorno 5 dicembre 1955 nessun nero dovesse utilizzare gli autobus.
Si era prevista un'adesione del 60% ma la percentuale effettiva fu molto più alta, diversi mezzi che solitamente viaggiavano pieni erano completamente vuoti. Il giorno stesso si ebbe la sentenza: Parks venne condannata a pagare una multa pari a 10 dollari a cui si aggiunsero le spese per il processo. La sera si tenne una riunione di massa nella chiesa battista di Holt Street dove si formò il MIA Montgomery Improvement Association (Associazione per il miglioramento di Montgomery, nome scelto su proposta di Ralph Abernathy), di cui Martin venne eletto presidente. Il boicottaggio dei mezzi pubblici assunse proporzioni sempre più vaste man mano che la notizia si diffondeva: la comunità afroamericana si spostava come poteva, a piedi o con l'aiuto di tassisti afroamericani, che avevano abbassato le loro tariffe sino a quella degli autobus e liberi cittadini che si prestavano volentieri alla protesta.

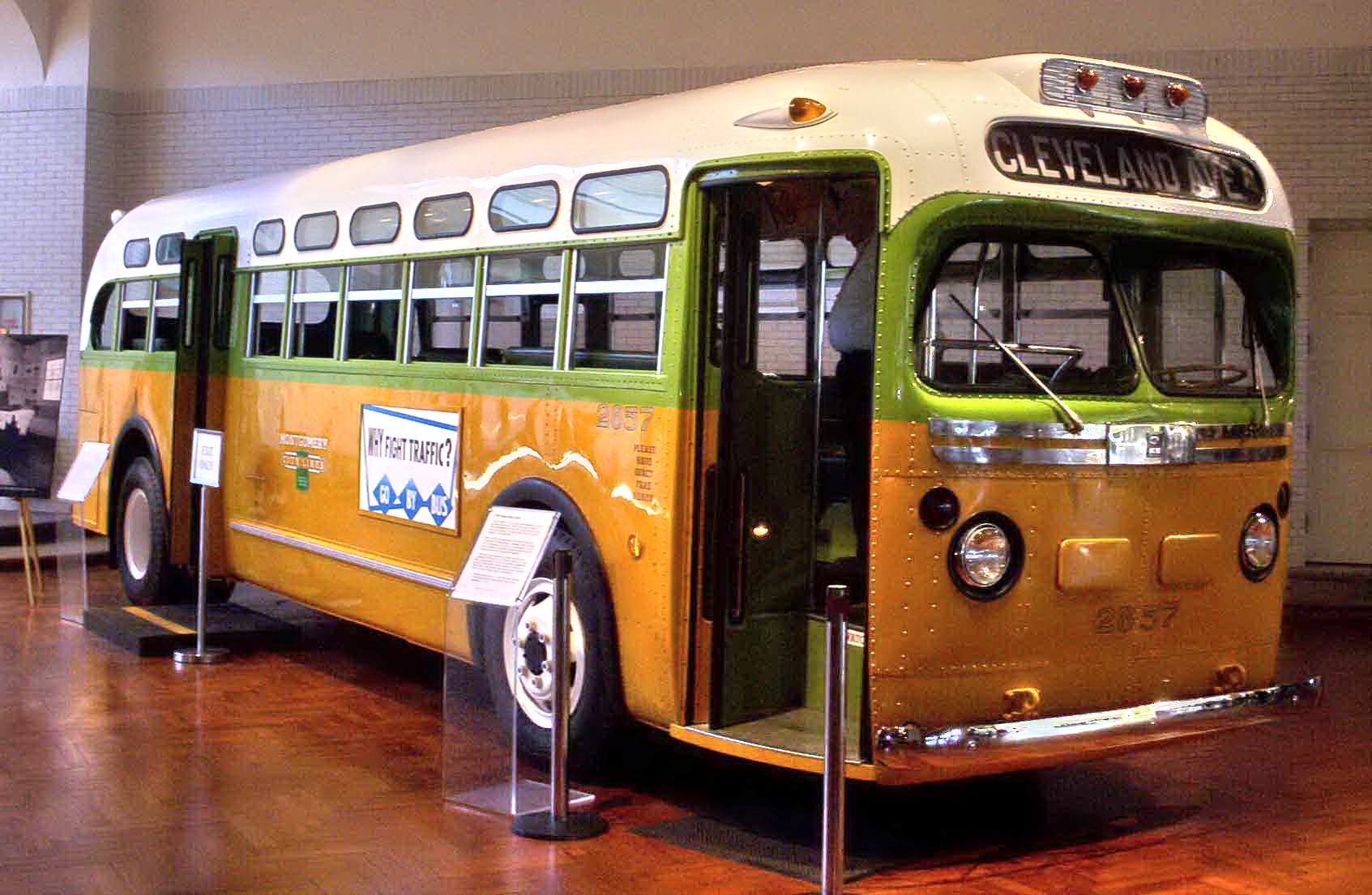
L'autobus dove Rosa Parks fu arrestata. Esso è esposto presso l'Henry Ford Museum di Detroit, Michigan.

In un incontro dell'8 dicembre con la commissione municipale, Clyde Sellers ricordò l'esistenza di una legge che stabiliva una tariffa minima per le corse dei taxi, 45 centesimi contro i 10 richiesti, che nei giorni seguenti i tassisti furono obbligati a rispettare. King, dopo essersi consultato con Theodore Jemison che aveva vissuto un'esperienza simile, espose in un'assemblea i fatti ricevendo offerte di autisti disposti a trasportare le persone: le auto a disposizione furono circa trecento, e si organizzarono luoghi di raccolta.
Ci furono delle trattative in municipio dove King voleva presentare tre punti su cui discutere, fra cui la richiesta di rispettare l'ordine in cui si saliva sui mezzi pubblici, ma venne obiettato dal legale Jack Crenshaw che la loro proposta violava l'ordinanza municipale e non si concluse nulla. Si diffuse un finto accordo tenutosi il 22 gennaio con persone non aderenti al MIA ma si riuscì a smentire l'accaduto in tempo, continuando l'azione di disturbo, mentre il sindaco annunciò in televisione che si doveva combattere il boicottaggio. Il 26 gennaio 1956 King si trovava alla guida della propria auto e decise di raccogliere alcune persone con cui condivise il viaggio; notando di essere seguito da un poliziotto cercò di rispettare il codice stradale ma venne fermato, e con il pretesto di eccesso di velocità, arrestato e incarcerato.
Condotto al carcere municipale di Montgomery gli vennero prese le impronte digitali. Si formò una folla davanti al carcere e alla fine venne rilasciato, lui stesso firmò l'impegno alla cauzione. Intanto la rabbia della comunità bianca montò sempre di più, fino a sfociare nella violenza (in buona parte dal Ku Klux Klan), ogni giorno la famiglia King riceveva lettere minatorie, anche decine di esse, il 30 gennaio intorno alle 21:30 venne scagliata una bomba nella casa di King. Al ritorno, notando la molta gente armata radunatasi e la tensione che si respirava, il pastore tenne un discorso con cui placò gli animi e Coretta disse al padre, che era venuto a prenderla, che non poteva lasciare il marito in questo momento. La notizia della protesta cominciò a riscuotere consensi anche fuori dall'Alabama, e il movimento afroamericano ricevette fondi e sostegno morale anche da paesi lontani come il Giappone e la Svizzera.

### La decisione della Corte suprema

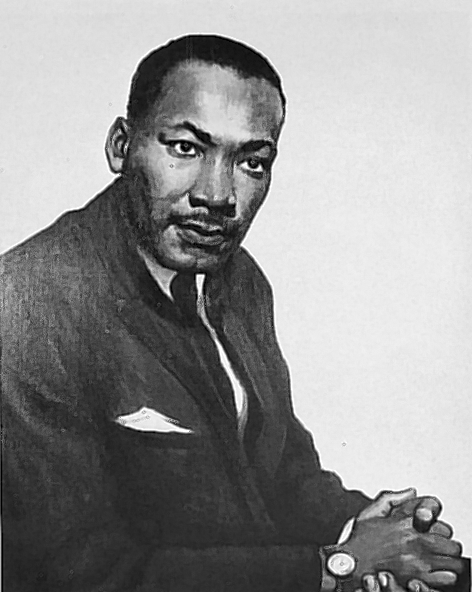
Ritratto di Martin Luther King, Jr., di Betsy G. Reyneau

Il 4 settembre la giuria della contea di Montgomery doveva decidere sulla legalità del boicottaggio, le 18 persone che costituivano la giuria trovarono un accordo il 21 febbraio, facendo riferimento a una vecchia ordinanza del 1921, e stabilirono che il boicottaggio era illegale. Cento persone vennero rinviate a processo. King in quel momento si trovava a Nashville, dove stava dando lezioni all'università di Fisk, ma decise di ritornare a Montgomery e fu quindi arrestato; tornò a casa dopo il pagamento della cauzione. Il 22 marzo il giudice Eugene Carter fissò la multa da pagare in 500 dollari, a cui si aggiungevano le spese processuali; l'alternativa erano 386 giorni di lavori forzati.
Dietro pressioni delle autorità locali, le compagnie di assicurazione statunitensi decisero che dal 15 settembre avrebbero annullato tutte le polizze delle auto usate per il trasporto di passeggeri. Per ovviare al problema si chiese e si ottenne l'intervento di Lloyd's, la compagnia assicurativa inglese. La campagna si concluse dopo un lungo strascico nei tribunali: il 19 giugno 1956, la Corte Distrettuale degli Stati Uniti stabilì (nel caso Browder contro Gayle) che la segregazione forzata di passeggeri neri e bianchi sugli autobus operanti a Montgomery violasse la Costituzione e in particolare il XIV emendamento. Dalla parte opposta fu chiesto al tribunale federale di intervenire anche sul servizio delle auto, ma senza successo.
Il 13 novembre 1956 la Corte suprema degli Stati Uniti confermò la decisione della Corte Distrettuale, con approvazione unanime. L'ordinanza abolitiva fu resa esecutiva a Montgomery il 20 dicembre e il boicottaggio dei bus terminò il giorno successivo, dopo 382 giorni. Il giorno stesso, alle 5:55, King attendeva il primo autobus, salì pochi minuti dopo insieme a Nixon, Abernathy e Glenn Smiley, un prete bianco che sedette al suo fianco. La decisione dei tribunali, accolta con entusiasmo dalla comunità nera, provocò rabbia e sgomento tra gli attivisti razzisti bianchi più estremisti, che risposero con episodi di violenza, tra i quali i lanci di bombe nella chiesa e nella casa dell'amico di Martin Luther King Ralph Abernathy.

### Leader per i diritti civili

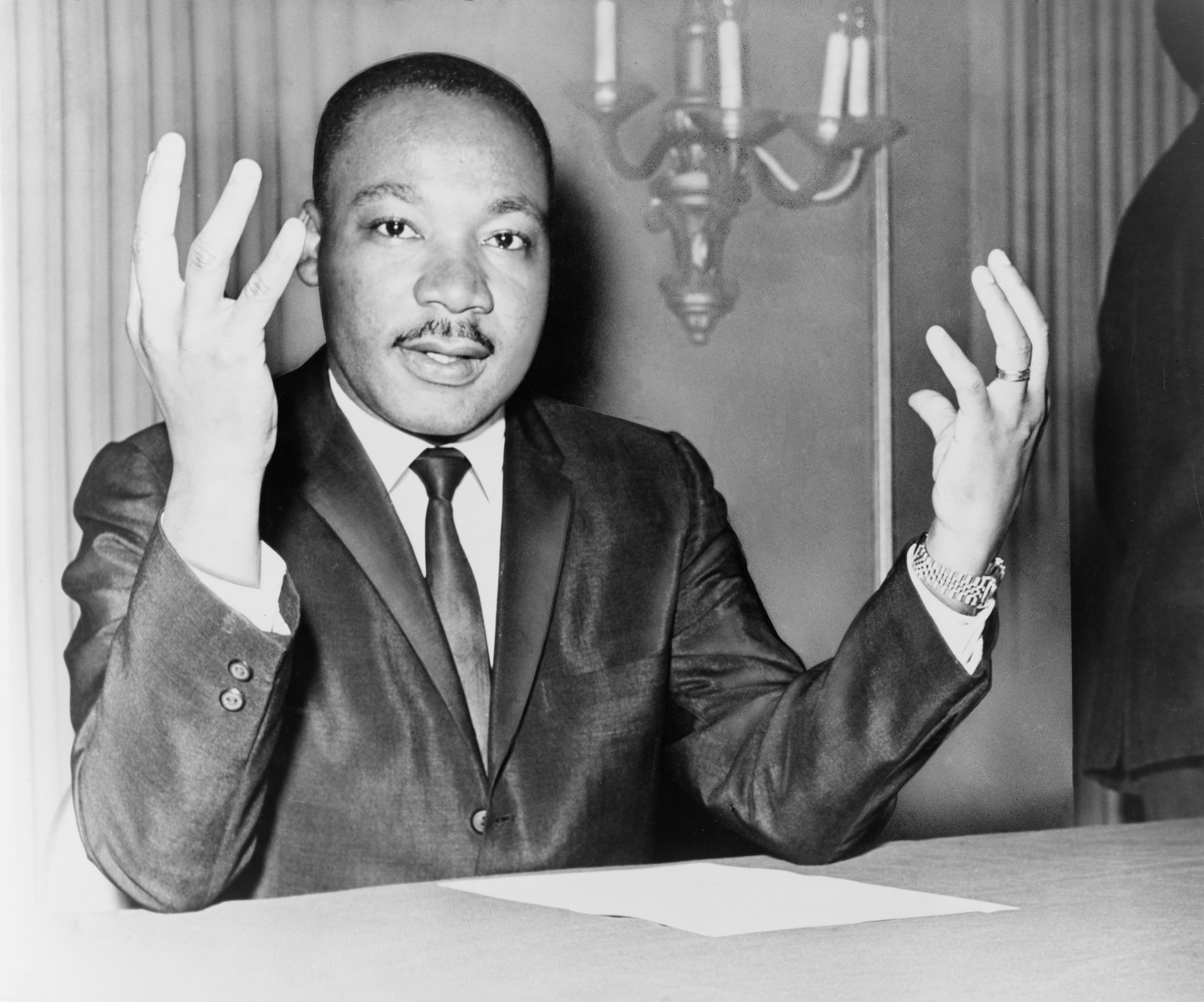
Martin Luther King durante una conferenza nel 1964

King, in compagnia di Ralph Abernathy e altri attivisti per i diritti civili della comunità afroamericana, fondò la Southern Christian Leadership Conference (Congresso dei leader cristiani degli Stati del Sud). L'obiettivo di questa associazione era di organizzare in modo chiaro e dare un'autorità di riferimento al movimento per i diritti. La SCLC riesce così a riunire e dare una forma precisa al movimento dei vari gruppi di neri che in precedenza avevano come unico riferimento le singole parrocchie della città.
Intanto gli attentati continuarono fino al 31 gennaio, quando sette persone bianche vennero arrestate in relazione agli eventi accaduti.
Il 14 febbraio 1957 a New Orleans King venne eletto capo della SCLC che guiderà fino al suo assassinio, undici anni più tardi. Nello stesso mese il suo volto comparve sulla copertina della rivista Time. Tenne un discorso a Washington il 17 maggio 1957 intitolato Give Us the Ballot (dateci il voto) mentre pochi mesi dopo, nel settembre osservò perplesso le sorti del liceo a Little Rock e l'incapacità del governatore, Orval Faubus. Intanto si dibatteva per l'esercizio al voto da parte degli afroamericani. Incontrò il presidente Dwight D. Eisenhower il 23 giugno 1958. Le prime campagne di King erano incentrate sull'abolizione di quel sistema di norme segregazioniste vigenti in particolare negli Stati del Sud (in primis l'Alabama) degli USA, note informalmente come Leggi Jim Crow.
Jim Crow era un personaggio di una notissima coon song di fine Ottocento, un nero sciancato, derelitto, emblema della discriminazione razziale: infatti uno dei motti tipici della lotta all'emancipazione era "Stop Jim Crow".
Nel 1957 Martin Luther King ricevette la medaglia Spingarn, onorificenza della NAACP: fu il più giovane a cui andò tale riconoscimento. Venne invitato, insieme alla moglie e ad altri esponenti di spicco,, alla cerimonia per la nascita del Ghana che dopo anni di lotta riuscì a liberarsi dal dominio britannico, il 6 marzo 1957. Il 3 settembre 1958 Martin Luther King si recò in compagnia di sua moglie al tribunale di Montgomery, avevano accompagnato il loro amico Ralph Abernathy: King avrebbe dovuto testimoniare in favore di Abernathy ma un sergente di polizia non lo fece entrare nella sala.
Il reverendo disse che l'aspettava l'avvocato Fred Gray, tentennò e venne arrestato, maltrattato e condotto in prigione. Rilasciato pagando la cauzione, venne condannato il giorno dopo al pagamento di 14 dollari o alla prigionia per 14 giorni. Udendo la sentenza King rifiutò di pagare, le sue parole convinsero lo stesso commissario di polizia a pagare di tasca propria la multa e lasciarlo libero. Il 20 settembre 1958, mentre King firmava alcune copie del suo libro Stride toward freedom ("Marcia verso la libertà") in un negozio di Harlem, venne pugnalato al petto con un tagliacarte dalla domestica quarantaduenne Izola Ware Curry, una donna afroamericana disturbata mentalmente. King riportò una ferita profonda. Fu portato all'Harlem Hospital dove rimase per ore ad attendere che gli estraessero la lama dal corpo, e venne operato. King chiese spiegazioni circa la lunga attesa al chirurgo Aubrey Maynard e gli venne risposto che la lama si era conficcata in profondità per cui l'operazione era più complicata del previsto.
Durante il periodo di convalescenza fu ospite del reverendo Sandy F. Ray, vi trascorse alcuni giorni, tornò a Montgomery il 24 ottobre. Viaggiò in India approfittando del fatto che il primo ministro indiano, Jawaharlal Nehru, era in visita negli USA e desiderava conoscere King. Oltre alla consorte fece parte del gruppo anche il suo biografo, Lawrence Reddick, che partì con loro il 3 febbraio 1959, raggiungendo il paese dopo una piccola sosta a Parigi in cui King conobbe Richard Wright. Atterrarono a Bombay il 10 febbraio, ripartirono il 10 marzo. Con la famiglia si trasferì il 24 gennaio ad Atlanta dove King aiutò suo padre. Fu impressionato dall'abilità di due avvocati afroamericani William Ming e Hubert Delaney che vinsero una causa dove la giuria era completamente composta da bianchi: questo fu un caso che fece molto scalpore all'epoca e convinse King dell'efficienza dell'abilità oratoria quando si difendeva la verità.

### I problemi al Sud e i Kennedy

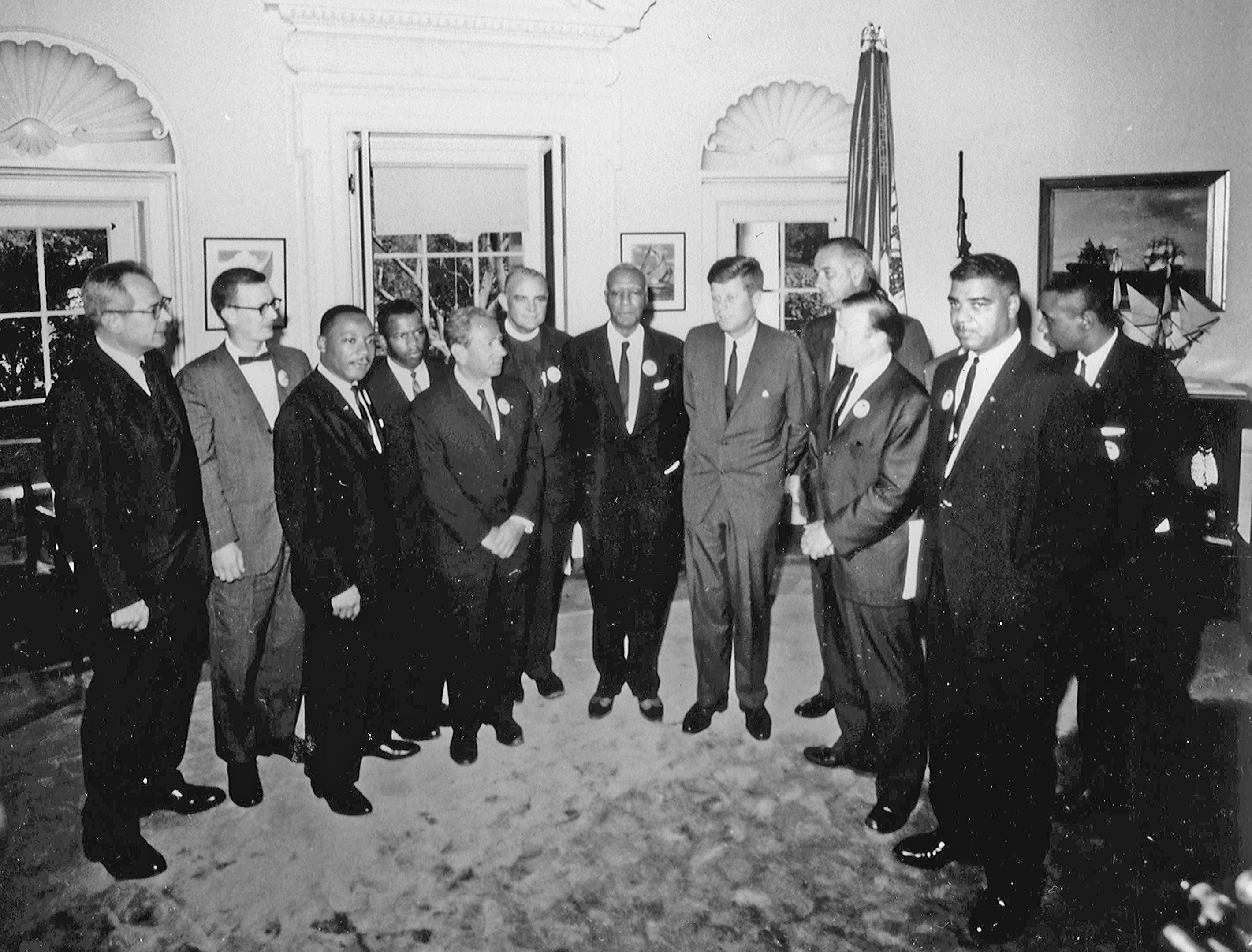
Incontro fra Martin Luther King (terzo da sinistra) e il presidente John F. Kennedy, 28 agosto 1963 (alla sinistra del presidente, seminascosto, il vicepresidente Lyndon B. Johnson)

Il 31 gennaio 1960 iniziò il movimento studentesco: Joseph Mcneill, uno studente nero di un college del Carolina del Nord si vide rifiutato il servizio alla tavola calda perché afroamericano. Il giorno dopo con alcuni amici vi ritornò e nuovamente gli venne rifiutato il servizio, il movimento si diffuse fra tutti gli studenti dei paesi del Sud, in tre mesi in più di 50 città. James Lawson aveva organizzato un movimento studentesco a Nashville e chiese l'intervento di King, che decise di far visita ai manifestanti e al F. W. Woolworth, negozio situato a Durham, tenne un discorso ma non poté schierarsi inizialmente con loro in quanto i pastori di Atlanta erano contrari. Esortò dunque a riempire le carceri se necessario ma di continuare a cercare di convincere l'avversario, non di annientarlo.
King incontrò John F. Kennedy il 23 giugno del 1960, Kennedy lo rassicurò affermando che riteneva fondamentale la questione del diritto al voto e che era favorevole da sempre ai diritti civili, il pastore obiettò ricordandogli che nel 1957 si era espresso contro una legge importante proprio per quei diritti, rispose che ora la pensava in maniera opposta al passato. John ottenne la sua nomination e invitò King a tenere un discorso ma il reverendo non poté accettare l'invito in quanto si doveva dare conto a Nixon e invitare anche lui, e a tale obiezione non si organizzò più nulla. King partecipò al sit-in tenutosi nel grande magazzino Rich, Atlanta, il 19 ottobre 1960 venne arrestato insieme a 51 studenti.
King non sapeva di essere recidivo, per questo venne condannato a quattro mesi di lavori forzati, da scontare al penitenziario di Reidsville: sentenza pronunciata dal giudice J. Oscar Mitchell, l'avvocato che difendeva King era Charles M. Clayton. Grazie all'insistenza di Harris Wofford e alle pressioni di John e Robert Kennedy, King venne liberato il giorno dopo il trasferimento. Alle elezioni presidenziali Kennedy ebbe circa il settanta percento dei voti della comunità nera: nell'agenda del nuovo Presidente degli Stati Uniti entrano così di prepotenza i temi dei diritti civili (voto, lavoro, elezione, ...) per gli afroamericani. Grazie anche all'appoggio della Casa Bianca, King e gli altri leader della SCLC proseguirono le loro campagne nel Sud degli Stati, soprattutto nel Mississippi e nella Georgia.

### La campagna in Alabama
Il Congress of Racial Equality (CORE) organizzò un primo gruppo di Freedom Riders che partì da Washington il 4 maggio 1961 in autobus, ma venne attaccato quasi giunto ad Anniston, Stato di Alabama. I partecipanti vennero ricoverati in un ospedale. Il 21 maggio del 1961 King tenne un discorso a tal proposito nella sua chiesa mentre era assediato da teppisti, undici membri giunsero poi ad Albany nel dicembre 1961. Nel novembre del 1961 ad Albany, in Georgia, si formò un movimento di lotta anti-segregazionista, entro il quale a dicembre si inserì anche il movimento di lotta non-violenta di King e della SCLC. Il movimento mobilita centinaia di cittadini e la campagna riesce a suscitare, attraverso tecniche di nonviolenza, l'attenzione della cittadinanza e dell'opinione pubblica statunitense e mondiale. Il 15 dicembre 1961 King rispose a un invito di William G. Anderson, leader del movimento, presentandosi ad Albany.
Il giorno dopo venne incarcerato nel corso di un arresto di massa dei manifestanti (700 arresti, le accuse erano quella di disturbo alla quiete pubblica, ostacolo al traffico e aver partecipato a una «dimostrazione non autorizzata»): la sera stessa vennero rilasciati ma i giudici poi confermarono le accuse. Il giudice A. N. Durden lesse la sentenza il 10 luglio: 178 dollari o 45 giorni di lavori forzati (furono condannati in quattro: oltre a King, Ralph Abernathy, Eddie Jackson e Solomon Walker). Il reverendo decise per la prigione, per cui il 23 luglio quando - chiamato da Laurie Pritchett - seppe che la multa era stata pagata, uscì malvolentieri di prigione. La sanzione era stata pagata da un non identificato afroamericano e King commentò la notizia dicendo: «Era la prima volta che ci buttavano fuori per forza da una prigione». Per gli incidenti accaduti il 24 luglio il giorno dopo il 25 luglio, King proclamò una giornata di penitenza.
King fu arrestato nuovamente il 27 luglio: quel giorno stava partecipando a una veglia in compagnia fra gli altri di Slater King e Anderson davanti al municipio, davanti a numerosi giornalisti, lo sceriffo li aveva invitati nel suo ufficio. Al loro rifiuto vennero incarcerati, avrebbe dovuto partecipare al programma televisivo Meet the press condotto da Lawrence Spivak, ma venne sostituito da Anderson. Le successive riunioni si tennero in prigione. Gli arresti continuarono nei giorni successivi, dopo la sentenza del 10 agosto, con sospensione condizionale della pena, si decise di annullare le marce previste. Sebbene non avesse raggiunto l'obiettivo prefissato, la campagna di Albany mostrò per la prima volta il sostegno che un ben organizzato impegno non-violento poteva fornire alla lotta del movimento nazionale per i diritti civili.

### Il 1963, la presidenza Johnson e la marcia su Washington

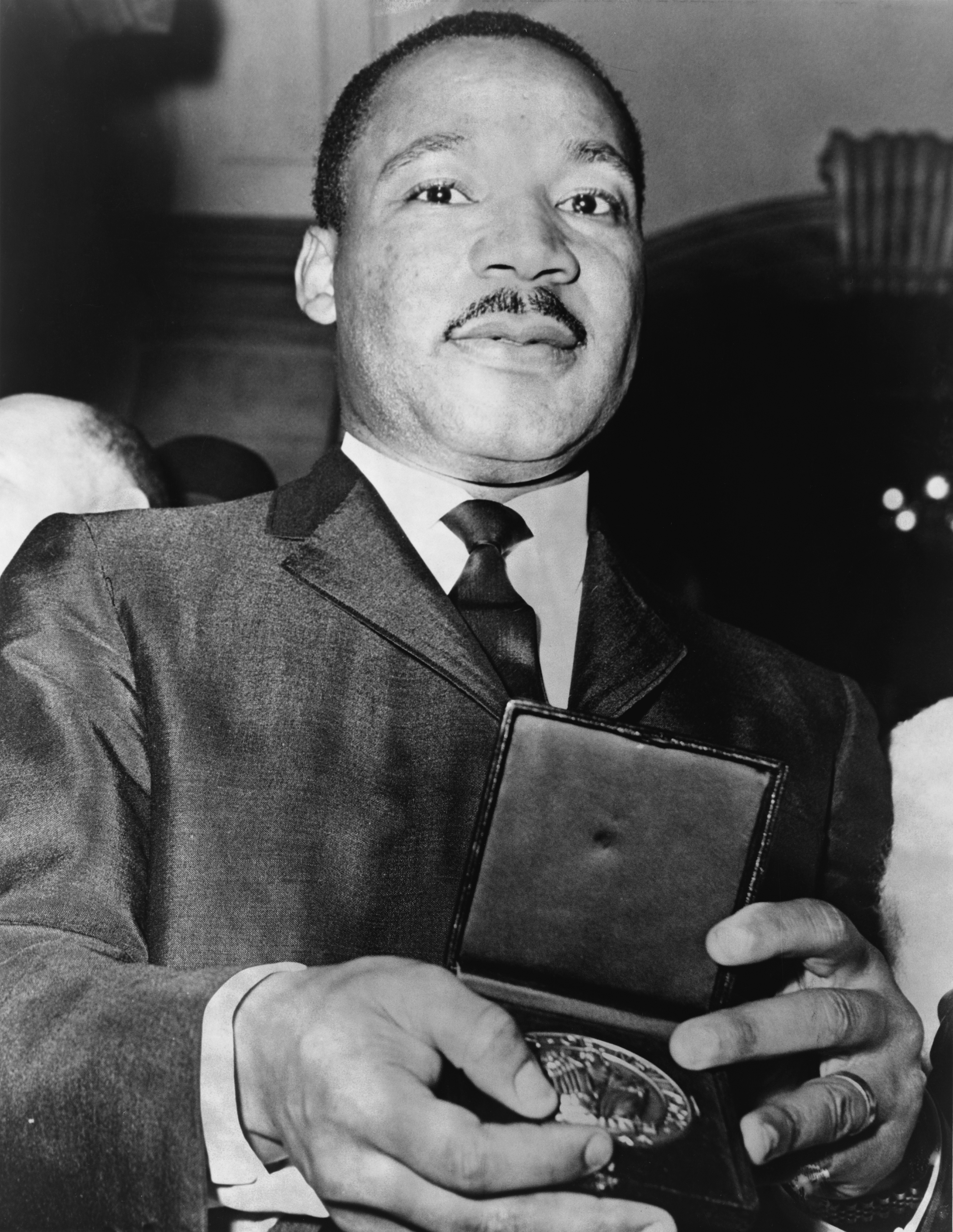
King mostra la medaglia ricevuta da Robert Ferdinand Wagner II

Sotto la guida del reverendo Wyatt Tee Walker, direttore esecutivo della SCLC nel periodo 1960-1964, inizia a Birmingham, in Alabama, una campagna per la promozione dei diritti civili degli afroamericani, per eliminare le politiche sociali, civili ed economiche segregazioniste del paese; era divenuta un simbolo, pensando anche alle affermazioni del governatore dell'Alabama George Wallace. King incontrò Walker, Fred Shuttlesworth, che in precedenza aveva fondato l'ACMHR, ovvero il Movimento cristiano dell'Alabama per i diritti umani e Abernathy al numero 29 del motel Gaston, luogo di incontri anche in passato. Insieme stilarono il progetto C. che prevedeva una serie di sit-in e marce costringendo la polizia all'arresto dei manifestanti.
Un tipico sit-in consisteva in entrare in un locale "proibito" ai neri, sedersi sul pavimento finché la polizia non interveniva per sgomberare: gli attivisti non reagivano alle violenze verbali e fisiche della polizia, ma si lasciavano trascinare fuori dai locali fino alle prigioni. Il 3 aprile 1963 250 volontari manifestarono occupando ristoranti e negozi guidati da Fred Shuttles. Bull Connor che aveva perso pochi giorni prima alle elezioni contro Albert Burton Boutwell al ballottaggio, motivo per cui si era deciso di posticipare l'iniziativa, si oppose a tale decisione arrestando 20 persone. Le proteste e gli arresti continuarono nei giorni seguenti, il 10 aprile il tribunale emise un'ingiunzione che obbligava i dimostranti a terminare ogni manifestazione, la risposta di King fu la disobbedienza civile: disobbedire alle leggi che si ritenevano ingiuste, subendone le conseguenze penali.
Il 12 aprile si decise di marciare sicuri di andare in prigione: con King, partirono Ralph Abernathy e altre 50 persone dalla chiesa di Zion Hill cantando fino all'incontro con la polizia e l'arresto, così si riempivano oltremodo le prigioni della città. Dalla prigione stilò la sua celebre Lettera dalla prigione di Birmingham che fu pubblicata come risposta al An Appeal for Law and Order and Commons Sense pubblicata sul Birmingham News. Nel suo scritto dove citava gli esempi sulle leggi ingiuste di Agostino d'Ippona «una legge ingiusta non è legge» e Tommaso d'Aquino affermando che se un individuo che ritiene, in coscienza, una legge ingiusta ed è disposto al carcere per dimostrare il suo dissenso rispetta in realtà la legge.
Ricorda che la disubbidienza civile non sia una novità, citando ad esempio la rivolta del tè di Boston e risponde a chi gli avrebbe scritto che il tempo gli avrebbe dato ragione e che non doveva accelerare i tempi, perché «i tempi sono sempre maturi per fare quel che è giusto». Dopo otto giorni King e Abernathy uscirono di prigione, la campagna riprese. King ritornò su una sua vecchia idea, quella di coinvolgere adolescenti e bambini. Si trattava della "Crociata dei bambini", dopo alcune marce che coinvolgeva pochi bambini da un'idea di Jim Bevel si organizzò il D-Day il 2 maggio, a cui parteciparono migliaia di bambini e ragazzi di età sino a 18 anni, gli arresti furono circa 1 000, mentre la popolazione bianca rimase neutrale.
Il giorno dopo, il 3 maggio, ci fu un altro corteo a Birmingham, dove, sotto gli occhi di tutto il mondo, vennero utilizzate le pompe antincendio contro i ragazzi e i cani, dando un terribile spettacolo di razzismo e violenza. Il 5 maggio, dopo un raduno in una chiesa di New Pilgrim, una marcia guidata da Charles Billups incontrò Connor e i suoi uomini armati di idranti, al suo ordine di aprirli i suoi uomini non fecero nulla, permettendo agli afroamericani di superarli. Nonostante gli episodi di scontro tra polizia e manifestanti, dove Fred Shuttlesworth rimase gravemente ferito e nonostante le accuse verso King e la SCLC di utilizzare i bambini nelle proteste, esponendoli a gravi pericoli, alla fine della campagna di Birmingham la reputazione di Martin Luther King e del movimento dei diritti civili cresce notevolmente.

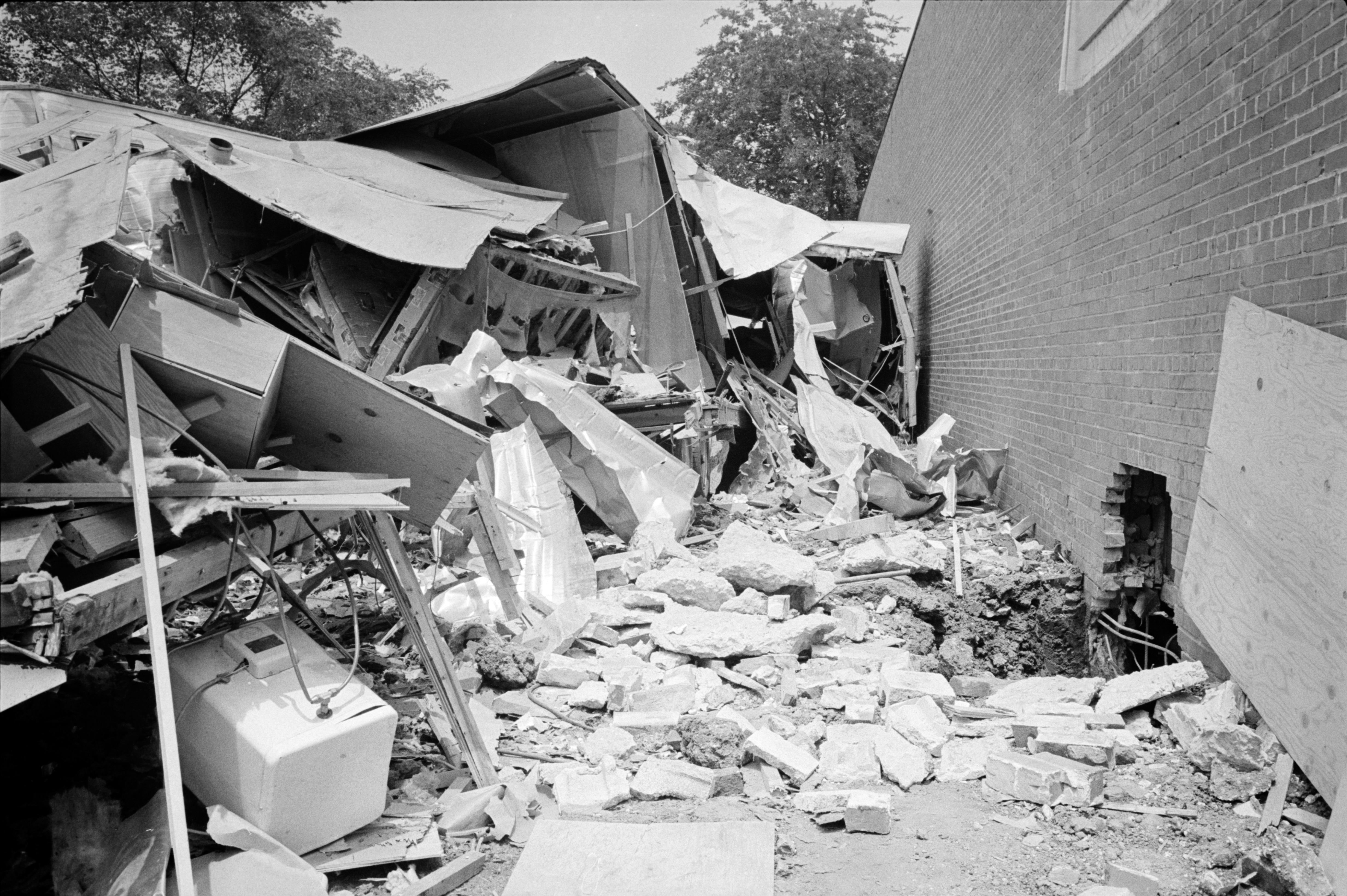
Effetti di un attentato nei pressi del Gaston Motel dove Martin Luther King, e i leader del movimento SCLC alloggiavano durante la manifestazione di Birmingham per i diritti civili, 14 maggio 1963

Intervennero Burke Marshall e Joseph F. Dolan a dirimere la questione, intanto durante un incontro tenutosi il 7 maggio ci fu un'altra protesta civile, tanto numerosa fu la partecipazione che le prigioni non bastarono a contenerli tutti. Di fronte a tale spettacolo si iniziò a cercare un accordo e il 10 maggio stabilirono quattro punti e firmarono il patto: nei punti decisi si stabilì l'abolizione del segregazionismo nelle tavole calde e nelle toilette e assunzione senza discriminazione nelle imprese. Saputo di tale sottoscrizione ci furono rappresaglie: un attentato dinamitardo contro la casa del fratello di Martin Luther, A. D. King e la stanza del motel che veniva utilizzata frequentemente dal reverendo.
Quella notte venne percosso Wyatt Walker e sua moglie Anne Walker (mentre gli afroamericani cantavano We Shall Overcome) per i disordini il giorno dopo intervennero l'esercito federale e la Guardia Nazionale dell'Alabama. Pochi giorni dopo si venne a sapere che oltre mille studenti furono sospesi o espulsi, il movimento portò in tribunale la decisione, e il ricorso in appello con sentenza del 22 maggio del giudice Elbert P. Tuttle annullò la decisione presa in precedenza, mentre il giorno dopo la Corte suprema dell'Alabama decise di destituire Connor. Nel frattempo le "leggi di Jim Crow" vigenti nella città vengono eliminate, aprendo molti posti pubblici alla presenza dei neri, mentre il 12 giugno 1963 viene ucciso Medgar Evers, leader della NAACP.

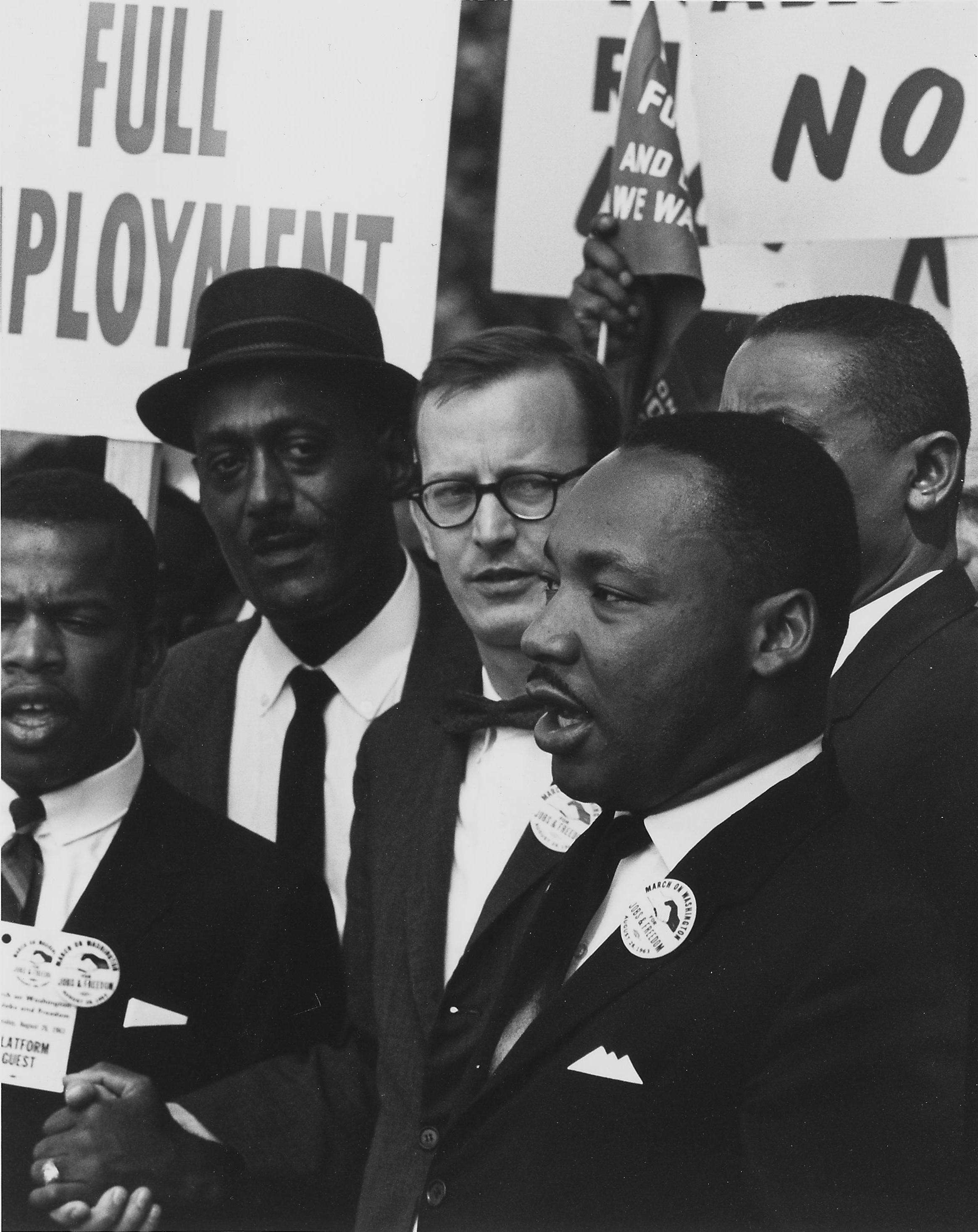
Martin Luther King, Jr con Mathew Ahmann, marcia di Washington, 28 agosto 1963

Sull'onda dell'indignazione per i fatti di Birmingham il presidente Kennedy presentò al Congresso un provvedimento che sancì i pari diritti per bianchi e neri d'America: l'idea del presidente venne fortemente osteggiata dagli Stati del Sud. King, insieme a molti altri leader delle principali organizzazioni per la lotta per i diritti civili dei neri, guidò verso Washington la celeberrima "marcia per il lavoro e la libertà" (28 agosto 1963), il cui organizzatore strategico e logistico fu Bayard Rustin. Circa 250 000 persone si radunarono, di cui 50 000 afroamericane, per celebrare la proclamazione di emancipazione di Lincoln tenutasi al Lincoln Memorial di Washington.
Si parlò in questo senso di partecipazione dei Big Six, leader delle sei grandi organizzazioni per i diritti civili, a un'unica manifestazione; assieme a King (SCLC) c'erano: Roy Wilkins (NAACP), Whitney Young (NUL), A. Philip Randolph (Brotherhood of Sleeping Car Porters), John Lewis (Student Nonviolent Coordinating Committee, SNCC) e James L. Farmer Junior (CORE). John F. Kennedy fu inizialmente contrario alla marcia temendo possibili incidenti, ma poi, comprendendo i motivi per cui i sei grandi volevano parteciparvi, finì con l'appoggiarla. La folla poté assistere alla stretta di mano tra Kennedy e i leader della SCLC e al celebre discorso "I have a dream" di King, preparato sino a poche ore prima di quella stessa giornata, che divenne il discorso-simbolo della marcia e uno dei più famosi della storia oratoria americana, paragonabile ad esempio all'"Infamy Speech" di Roosevelt.
Al tempo quella straordinaria partecipazione era la più grande che Washington avesse mai avuto nella sua secolare storia. La "marcia per il lavoro e la libertà" non si limitò solo a questo, ma fece precise richieste: fine della segregazione razziale nelle scuole, una efficace legiferazione sul tema dei diritti civili, la protezione dalle brutalità della polizia per gli attivisti, uno stipendio minimo di 2 dollari all'ora per tutti i lavoratori e un organo di auto-governo per Washington, a quel tempo governata da un comitato. Tra le voci più critiche dell'evento quella di Malcolm X, che definì l'evento come la "Farsa su Washington" ("Farce on Washington"), mentre a molti membri della Nation of Islam non fu permesso di partecipare alla marcia.

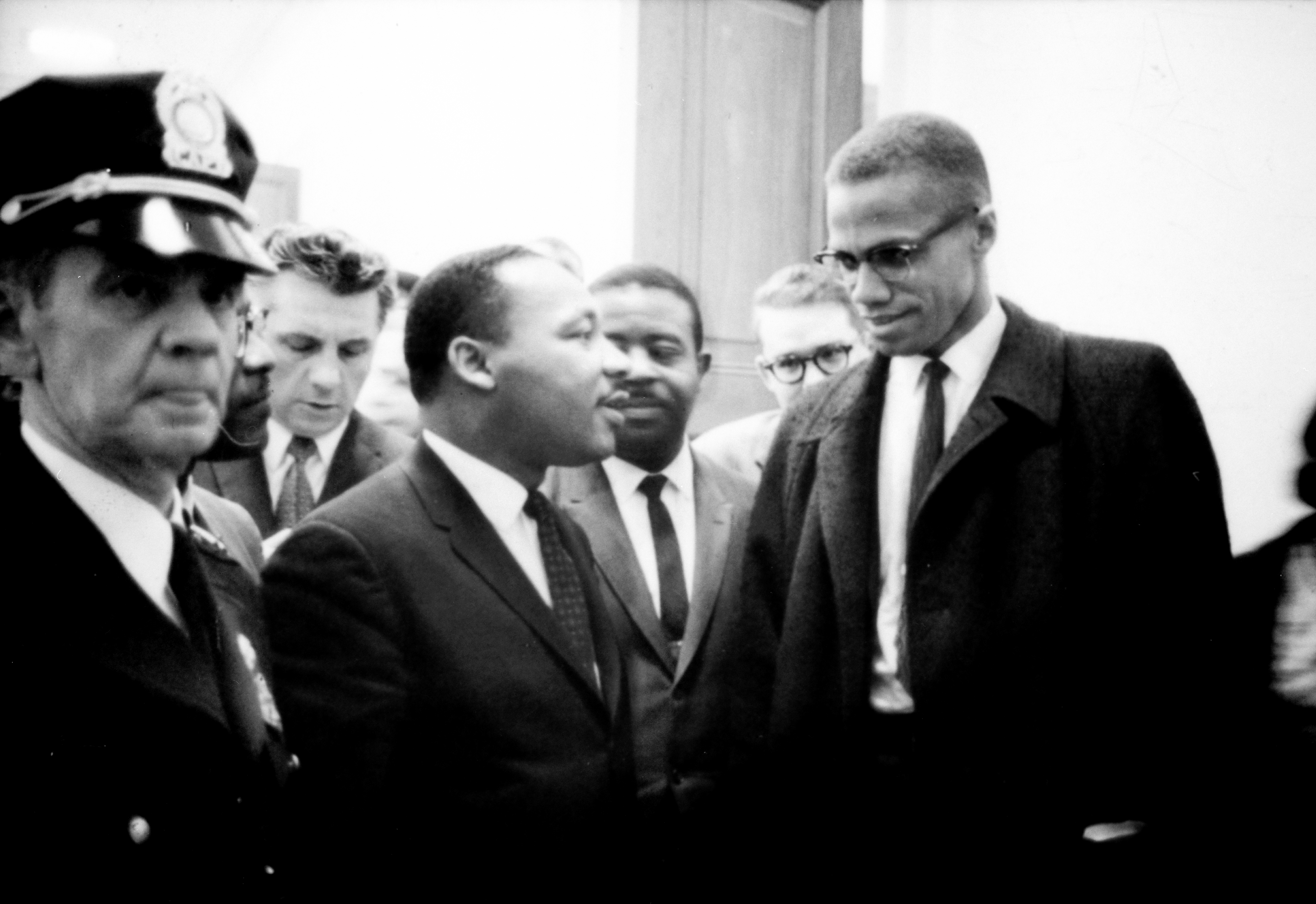
King con Malcolm X, prima di una conferenza stampa, 26 marzo 1964

Pochi giorni dopo il 15 settembre 1963 ci fu un attentato dinamitardo contro una chiesa di Birmingham, in cui persero la vita quattro bambine afroamericane. King incontrò John Kennedy dopo l'attentato il 19 settembre 1963, il 22 lo stesso reverendo tenne un'omelia per le bambine morte. Il 22 novembre 1963 l'omicidio di John Fitzgerald Kennedy scosse l'America e King, che nel suo discorso affermò che l'odio è contagioso come un virus che deve essere fermato: «Più che chiedersi chi l'abbia ucciso ci si doveva chiedere cosa lo avesse ucciso».

### Le proteste ad Augustine nel 1964 e Malcolm X
Altre importanti occasioni di protesta avvennero a St. Augustine, in Florida, nel 1964: il 9 febbraio 1964 fu Robert Hayling, che guidava il movimento dei diritti civili, a chiedere l'intervento della SCLC, giunsero prima Hosea Williams e in seguito lo stesso King intervenne. Vi furono molte manifestazioni che portarono a 285 arresti, il 28 maggio il reverendo in un suo discorso chiese aiuto. Lo stesso King andrà in prigione l'11 giugno, mentre uscì il suo libro Why We Can't Wait. Si decise di chiedere l'intervento del governatore, ottenendo una commissione composta da quattro membri il cui compito era quello di vagliare la situazione e trovare il modo di risolvere i problemi razziali.

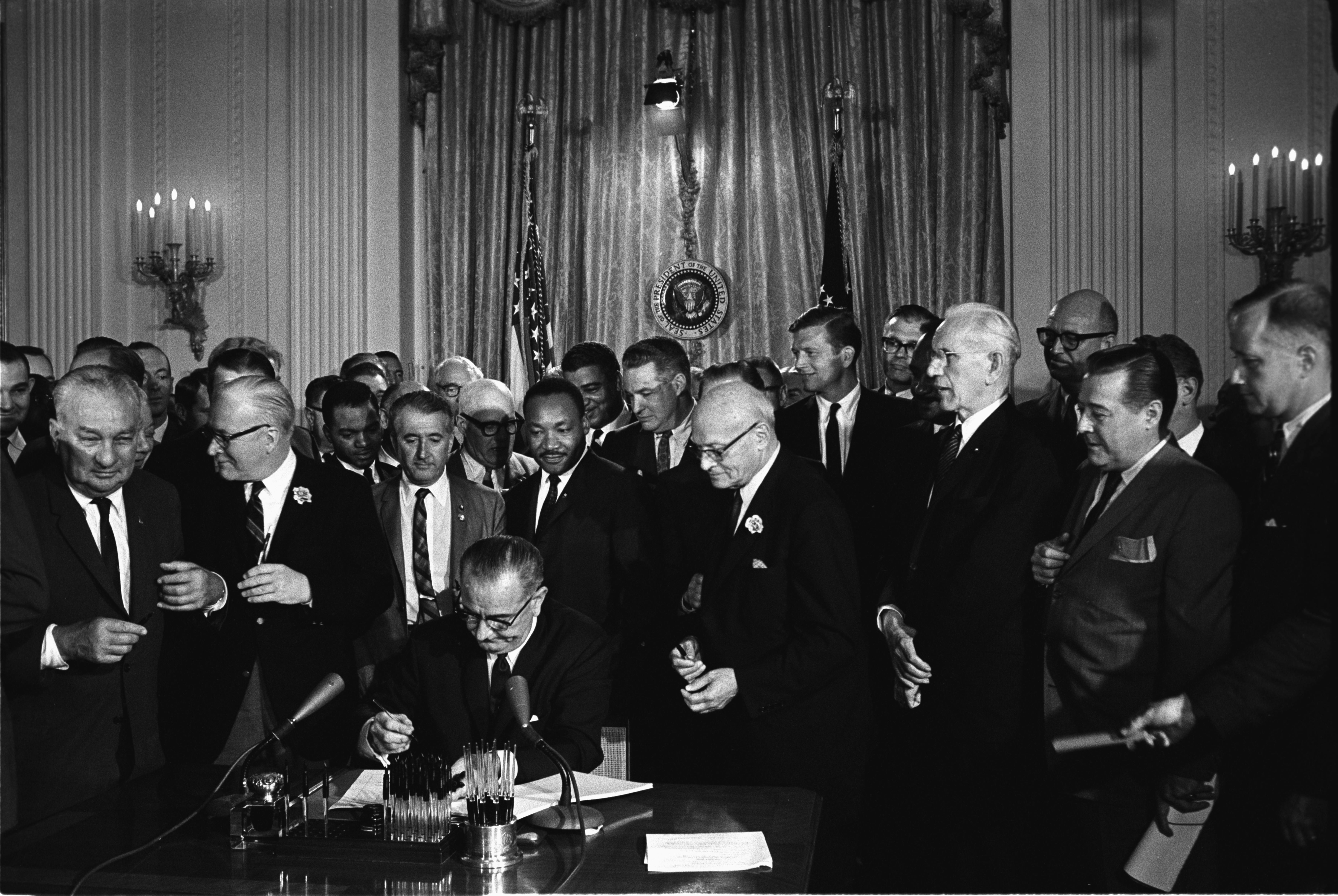
Lyndon B. Johnson firma il Civil Rights Act del 1964. Tra gli ospiti, dietro di lui, figura Martin Luther King

Saputo di ciò, le proteste cessarono in attesa dell'esito. Gli attivisti lasciarono la città quando vennero a conoscenza dell'imminente disegno legislativo sui diritti civili nazionale e del Civil Rights Act firmato dal nuovo presidente Lyndon B. Johnson. Il 21 giugno 1964, nello Stato del Mississippi, scomparvero alcuni attivisti, alle porte della manifestazione Estate della libertà. King decise di visitare alcune città dello Stato dopo aver dichiarato pubblicamente, il 16 luglio, di essere contrario alla candidatura del repubblicano Barry Goldwater. Viaggiò in molte città dello Stato fra cui Greenwood, per giungere dopo varie tappe a Philadelphia, luogo dove gli attivisti furono uccisi. Nel viaggio apprezzò gli sforzi della manifestazione estiva.
Il Partito Democratico della Libertà del Mississippi (MFDP) avanzò delle richieste alla commissione per l'accreditamento del Partito Democratico nazionale cercando di ottenerne il riconoscimento ufficiale. King tenne un discorso in favore. Martin Luther King conobbe Malcolm X il 26 marzo 1964 scambiandovi poche parole: l'attivista, portatore di una linea aggressiva, criticava la nonviolenza praticata da Martin Luther; il pastore vedeva in lui una vittima del sistema che induce a far sentire gli afroamericani dei nessuno e reagire senza comprendere la differenza fra il non opporre resistenza e opporre una resistenza non violenta. A Selma, in Alabama, il 5 febbraio 1965 Malcolm X parlò con Coretta dimostrandosi più interessato alla nonviolenza e pochi giorni dopo, il 21 febbraio, venne ucciso.

### Il premio Nobel nel 1964
Il 14 ottobre 1964, a Oslo, ricevette il premio Nobel per la pace. Nel discorso tenutosi al banchetto celebrativo ad Atlanta, il 27 gennaio 1965, affermò che doveva tornare a valle intendendo che se si fosse ritirato una volta ottenuto il massimo riconoscimento, si sarebbe ritirato all'apice, alla vetta.
Nel dicembre 1964, durante un incontro con il presidente Johnson, King gli sottopose la sua idea su una riforma del voto, per estendere la partecipazione al voto degli afroamericani. Johnson giudicò la riforma troppo avanzata e che quindi rischiava di non essere accettata. Secondo Martin Luther King erano quattro gli elementi a sfavore degli afroamericani sul diritto al voto:
1. Il controllo delle amministrazioni locali era affidato a personaggi quali lo sceriffo di Selma, Jim Clark, di idee segregazioniste;[119]
2. Le ordinanze (come quelle sui cortei) impedivano di fatto agli afroamericani di riunirsi;
3. La difficoltà di iscriversi nelle liste per il voto, in riferimento al fatto che nella sola contea di Dallas invece dei 15 000 afroamericani erano iscritti solo 335;[120]
4. Gli elettori dovevano sottoporsi a un esame che doveva servire per comprendere se l'elettore sapesse scrivere e leggere, ma che in realtà era diventato arduo superare.[121]

La SCLC unì le proprie forze a quelle di un'altra grande organizzazione per i diritti civili dei neri, la SNCC (Student Nonviolent Coordinating Committee), per organizzare manifestazioni a Selma, in Alabama, dove già da tempo la SNCC si dava da fare, con l'appoggio di un altro gruppo di attivisti, i cosiddetti Courageous Eight, per incentivare la partecipazione al voto dei membri della comunità nera. I preparativi iniziarono il 17 dicembre 1964; nel frattempo anche la lega degli elettori della contea di Dallas chiese aiuto al movimento di King. I movimenti iniziarono il 2 gennaio 1965, quando King, appena giunto in città, tenne un discorso pubblico alla Brown Chapel.

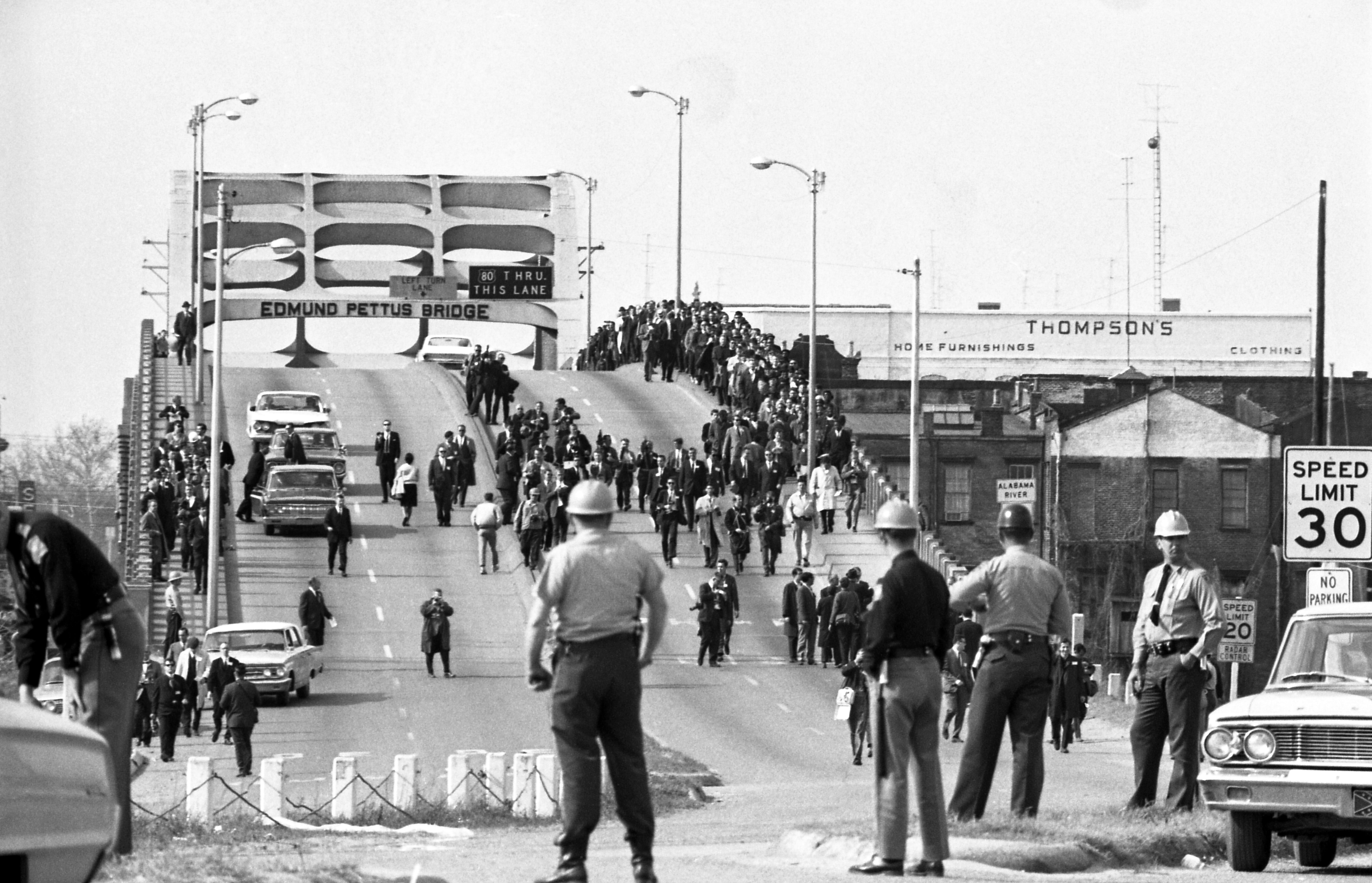
Bloody Sunday: manifestanti vanno incontro agli ufficiali di polizia al ponte Edmund Pettus

Si organizzarono delle marce a Selma e Marion, a cui fecero seguito migliaia di arresti; anche King venne arrestato insieme a oltre duecento persone mentre tentava di raggiungere il tribunale. Dalla prigione diede le sue direttive a Joe Lowery, che doveva chiedere l'intervento del governatore della Florida Leroy Collin, e a Walter Fauntroy che doveva contattare il Presidente. Per trovare un accordo incontrò più volte il vicepresidente Hubert H. Humphrey e il ministro della giustizia Nicholas Katzenbach, intanto si susseguivano episodi di violenza, fra cui l'uccisione di Jimmie Lee Jackson il 26 febbraio, e il pestaggio dei manifestanti al ponte Edmund Pettus il 7 marzo.
Grazie a queste e altre importanti proteste la figura di King assunse grande rilevanza a livello mondiale, suggellata dall'incontro con papa Paolo VI, avvenuto il 18 settembre, da cui ricevette pieno appoggio alla propria azione.

### La "Bloody Sunday" e la marcia su Montgomery
Sempre nell'ottica della lotta per i diritti civili nella città di Selma, King e la SCLC, con la parziale collaborazione della SNCC, cercarono di organizzare una marcia da Selma a Montgomery, capitale dello Stato dell'Alabama. Un primo tentativo di effettuare la marcia avvenne il 7 marzo 1965, una domenica, e fu interrotto a causa degli attacchi ai manifestanti da parte di bande di bianchi e della polizia. I terribili scontri di quel 7 marzo 1965 resero quel giorno noto come il "Bloody Sunday": nonostante King non fosse presente alla marcia essa costituì una delle tappe più importanti della lotta nonviolenta del movimento per i diritti civili. Le immagini e le testimonianze delle brutalità della polizia verso i manifestanti fecero il giro degli Stati Uniti, rendendo partecipe gran parte dell'opinione pubblica dell'entità della questione sollevata dal movimento.
Il 9 marzo il giudice Frank M. Johnson emise un'ordinanza che impediva la marcia che si stava per svolgere, guidata da King: sarebbe dovuta partire da Selma, mentre James Clark aveva radunato i suoi uomini sulla superstrada 80. King era deciso comunque alla partenza, giunsero John Doar e il governatore Collins che cercarono di fargli cambiare idea, senza riuscirci: la marcia iniziò e terminò quando si trovarono di fronte alla minaccia violenta di Clark. Il pastore di Atlanta, nel conversare con Collins, disse che più che convincere loro a non marciare sarebbe stato meglio convincere gli altri a non usare la violenza.

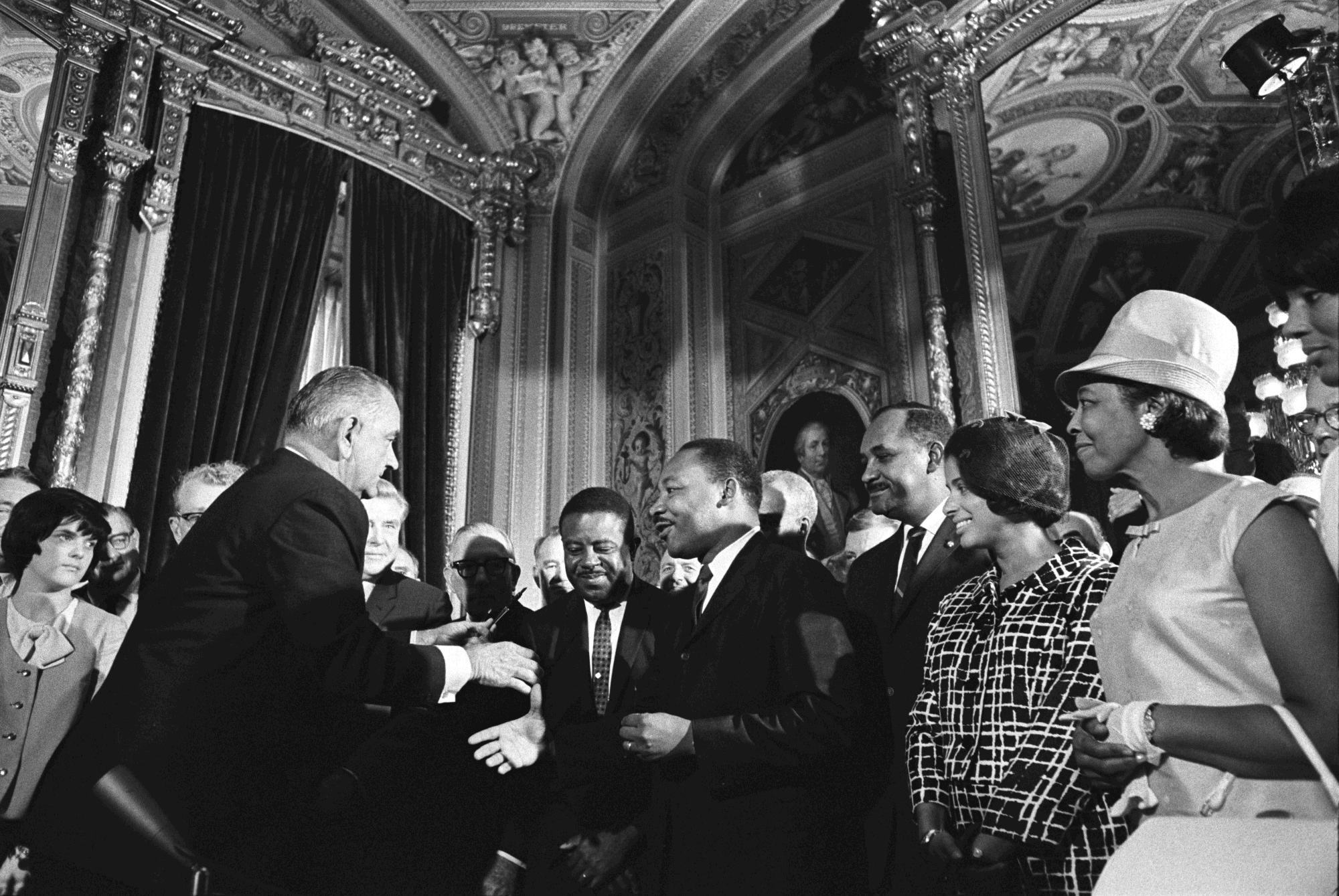
King incontra il presidente Lyndon B. Johnson, 6 agosto 1965

L'11 marzo, lo stesso giorno in cui James Reeb venne ucciso, ottennero il permesso di marciare da Selma fino a Montgomery: il 21 marzo iniziò la marcia, che terminò il 25 a Montgomery (partirono in circa 4 000 e giunsero in più di 20 000); al termine della manifestazione King tenne un discorso in cui tra l'altro rispondeva alla domanda sentita da tutti i presenti: «Quanto tempo ci vorrà?» con «Non molto». Quello stesso giorno venne uccisa una donna bianca simpatizzante per il movimento di King, Viola Liuzzo.
Il 15 marzo il presidente Johnson annunciò la presentazione della legge sul diritto al voto, la Voting Rights Act, che venne firmata il 6 agosto.

### Gli incontri di Chicago nel 1966 e il "Black Power"
Nel 1965, Martin Luther King, come presidente della Southern Christian Leadership Conference, venne invitato da Al Raby e Syd Finley, leader afroamericani di Chicago: il pastore raggiunse la città il 26 luglio 1965, vi rimase per tre giorni, e organizzò una marcia raggiungendo il municipio della città, tenendo un discorso di fronte al CCCO (Consiglio di coordinamento delle organizzazioni di comunità, Coordinating Council of Community Organizations), organizzazione creata da Al Raby. Lasciò la città e tempo dopo visitò il quartiere Watts, (quartiere di Los Angeles) dopo gli atti di violenza compiuti ad agosto del 1965, il giorno 17. Il 7 gennaio 1966 partì la campagna di Chicago; questa volta trovò il sindaco Richard Daley a opporsi.
King decise di trasferirsi nei quartieri più poveri della "città del vento", nel North Lawndale, per vivere come i cittadini disagiati. Vivendovi, King osservò la situazione in cui versava il sistema immobiliare; il costo degli affitti di quelle case fatiscenti, ad esempio, superava quello degli appartamenti residenziali in periferia pagati dai bianchi, e comprese attraverso i suoi figli come vivevano male i bambini della città. King decise il 10 luglio, al raduno di Soldier Field, di promuovere la città aperta a Chicago, al suo discorso furono migliaia i presenti. La SCLC formò una coalizione con la CCCO e a partire dalla primavera del 1966, condusse una serie di grandi marce per la lotta contro la discriminazione nella città di Chicago, che toccarono molti quartieri come Bogan, Belmont, Cragin e Jefferson Park. Spesso le marce di protesta erano accolte nei rioni con il lancio di bottiglie, mattoni, sassi e lo stesso King commentò affermando che qui vi era più odio che altrove.
Le marce continuarono (in una di esse King riferì di aver sfilato con i Blackstone Rangers, che colpiti dai lanci di materiale vario, continuarono a camminare, anche con tagli e nasi rotti) e lo stesso King il 5 agosto 1966 venne colpito da un lancio di sassi al Gage Park, ma proseguì alla testa del corteo nonostante i rischi. Venne organizzato un incontro il 17 agosto con i rappresentanti dell'associazione degli agenti immobiliari del Consiglio delle proprietà immobiliari, durato 10 ore, senza esiti e la protesta continuò. Si volse l'attenzione sulle abitazioni fornite agli afroamericani, si lavorò per renderle più accoglienti, grazie alle associazioni di inquilini, che in un anno aumentarono in tutta la città; fra i risultati ottenuti sui contratti: cifra fissa, manutenzione e alcuni servizi offerti. Altro obiettivo era quello di risanare i quartieri, una volta restaurati gli edifici venivano acquistati da cooperative di inquilini precedenti costituite.
In seguito operò con l'operazione «borsa della spesa» (in originale breadbasket, che letteralmente si traduce con «cesto del pane»), in cui si individuava un'azienda e si controllavano il numero di dipendenti e quanti di essi fossero neri: se la percentuale fosse bassa o se erano addetti ai soli lavori umili venivano organizzati incontri con i responsabili dell'azienda giungendo a distribuzioni del lavoro più equo; in questo modo si diede nuovo lavoro a più di duecento afroamericani grazie ai movimenti che suscitò nella città, si giunse all'incontro del 26 agosto con Richard J. Daley. La riuscita di tali manovre era data dal boicotaggio promesso verso le aziende che non rispettavano la divisione equa.
Dopo una pausa in cui scrisse il suo libro, Where do We Go from Here, Chaos or Community?, ritornò a Chicago per constatare che in sua assenza non era stato fatto alcun passo in avanti. Quando King e gli altri membri delle organizzazioni ritornarono al Sud, lasciarono la situazione in mano a un giovane studente di un seminario: Jesse Jackson. Jackson era entrato a far parte della SCLC a Selma; in poco tempo la collaborazione e l'intesa con King erano diventati tali che quest'ultimo non esitò ad affidargli la direzione organizzativa per la SCLC di Chicago. L'anno successivo Jackson viene promosso direttore nazionale, iniziando il cammino che lo porterà, negli anni ottanta, a raggiungere una grande notorietà imponendosi come leader degli afroamericani e come politico del Partito Democratico.
Quando Martin Luther King seppe che James Howard Meredith era stato ferito durante la marcia contro la paura il 6 giugno 1966, andò con Floyd McKissick per incontrarlo in ospedale. I due decisero con Stokely Carmichael di continuare il viaggio iniziato da James; durante il primo tratto del tragitto iniziarono le critiche, e al termine tornarono a Memphis. I Deacons for Defens e altri erano convinti dell'importanza dell'autodifesa mentre King obiettava che non si trattava di difendere la propria casa ma di portare armi in una manifestazione; mentre Stokely non voleva la partecipazione dei bianchi alle manifestazioni organizzate, King invece ricordava chi fra i bianchi aveva dato la vita per l'eguaglianza non accettando l'idea di ripudiare i loro sacrifici; i presenti vennero convinti dalle sue parole; tempo dopo, il 16 giugno, lo stesso Stokely coniò il termine «Black Power».
King cercò di convincere ad abbandonare il progetto in quanto - rappresentando il solo 10% della popolazione - avevano bisogno di alleati per vincere la loro battaglia e affermò che anche se pronto a morire non era pronto a provocare morti inutili. Discussero dello slogan, di come fosse necessaria la parola «nero» all'interno di esso, alla fine si decise che durante la marcia non venissero utilizzati slogan di alcun tipo, ma la maggioranza era a sfavore di King. L'intento di Carmichael era quello di far prendere una posizione a King sul tema del potere nero. Per Martin Luther King il Black Power era nato dalla delusione degli afroamericani, ma offriva dei risvolti positivi come l'appellarsi alla coscienza dei neri esortandoli all'attivismo.
Tuttavia rimase sempre contrario all'idea di fondo: oltre alla convinzione che la violenza portasse solo ad altra violenza, egli non vedeva speranza in ciò che nasceva dalla disperazione e ciò che era senza speranza non aveva consistenza, ricordando i tentativi falliti in passato di Denmark Vesey e Nat Turner, e continuando a vedere nella nonviolenza l'uso corretto e positivo del potere. Nel 1966 Carmichael aveva costituito la Lowndes County Freedom Organization (LCFO), che per la stampa divenne conosciuta come "Black Panther Party", nome che successivamente sarebbe stato di ispirazione per il più conosciuto Black Panther Party. Un altro leader, Omali Yeshitela, in nome delle violenze perpetrate dalla colonizzazione europea dell'Africa e dallo schiavismo incitava non al dialogo con la comunità bianca ma allo scontro con essa. Il clima di tensione e violenza che si registrava in seno al movimento per i diritti delle comunità nere sfociò negli scontri nel ghetto nero di Los Angeles, nell'estate del 1966: 35 morti, 1 033 feriti e decine di milioni di dollari di danni.

### La "poor people's campaign"
King incontrò Marian Wright ad Atlanta, dove gli espose una sua idea che il pastore ampliò in un incontro con gli esponenti della SCLC nel novembre 1967. Si trattava della campagna a sostegno dei poveri, la Poor People's Campaign. Lo scopo era quello di radunare migliaia di poveri, non solo afroamericani, ma anche indiani, portoricani e di altre nazionalità e farli marciare a Washington, domandando aiuti economici per le fasce sociali più deboli degli Stati Uniti. Il piano era quello di radunare 3 000 persone provenienti da 10 città diverse. La campagna iniziò ufficialmente il 4 dicembre 1967. James Lawson chiese a King di raggiungerlo a Memphis per dialogare con gli operai della nettezza urbana in sciopero; il 18 marzo 1968 parlò con 1 300 di loro esortandoli a continuare la protesta e durante quella settimana il pastore pronunciò oltre 30 discorsi.
Il 28 marzo a Memphis radunò migliaia di persone in un corteo che per i contrasti con la polizia portò alla morte un afroamericano di 16 anni, Larry Paine, e deluso dall'accaduto lasciò la città: vi furono circa 300 arresti, si parlò di sconfitta del movimento, che provava che la marcia che si voleva organizzare era destinata a fallire. Deciso a riprendere il movimento, vi ritornò il mese successivo, e il 3 aprile tenne il suo ultimo discorso al tempio del vescovo Charles J. Mason, in cui ricordò quanti passi aveva fatto da quel giorno dell'attentato che non avrebbe potuto compiere se avesse starnutito, e che non importava se la sua vita fosse terminata presto, anche se avrebbe voluto vivere a lungo, in quanto aveva raggiunto la vetta della montagna. Sarebbe stato assassinato il giorno seguente. Il movimento continuò il suo lavoro e il mese successivo si tennero delle manifestazioni nella città di Washington.

### L'attentato e la morte
Martin Luther King giunse a Memphis il 4 aprile 1968, dopo che il suo volo era stato ritardato per un allarme bomba. Dopo la marcia finita con la morte di Larry Paine, King rientrò al Lorraine Motel sito a Mulberry Street, di proprietà di Walter Bailey. Nella sua stanza, la 306, situata al secondo piano (come affermò poi lo stesso Walter Bailey, King, frequentatore abituale del motel, occupava sempre la stessa stanza, ma nei giorni dell'omicidio gli era stata assegnata inizialmente la 202, in quanto la 306 era occupata), King cercò di organizzare un nuovo corteo per uno dei giorni successivi assieme ai suoi collaboratori (tra cui il reverendo Ralph Abernathy e Jesse Jackson). Dovendo cenare a casa del reverendo Samuel B. Kyles, alle 17:30 giunse al motel, chiedendo al pastore di seguirlo. Salomon Jones, l'autista di King, gli consigliò, visto il freddo, di coprirsi con un cappotto. King parlò al musicista Ben Branch, che avrebbe dovuto suonare quella sera a un incontro in una chiesa locale. King gli chiese di intonare il suo inno preferito Take my hand, my precious Lord ("Prendimi per mano, mio prezioso Signore"), poi intonato davvero dalla celebre Mahalia Jackson, cara amica di King, nel corso dei suoi funerali. Alle 18:01 King uscì sul balcone del secondo piano del motel, dove venne colpito da un colpo di fucile di precisione alla testa; subito dopo fu ritratto in una foto di Joseph Louw, unico giornalista rimasto dopo che il giorno precedente avevano tutti abbandonato la città, il quale stava preparando un documentario sul pastore. Venne soccorso fra gli altri anche da Marrell McCullough, agente di polizia, che cercò inutilmente di tamponare la ferita. Fu utilizzato un proiettile calibro 30-06. Trasportato all'ospedale St. Joseph's, i medici constatarono un irreparabile danno cerebrale; la sua morte venne annunciata alle 19:05 del 4 aprile 1968. La salma oggi riposa nel Southview Cemetery, in Jonesboro Road, ad Atlanta.

## Le conseguenze

### Le prime reazioni
Il presidente Johnson chiese al popolo di non cedere alla violenza, la stessa che aveva ucciso King, ma in più di 120 città si registrarono atti violenti quali incendi e saccheggi. Dichiarò il 7 aprile come giorno di lutto nazionale in onore del leader per i diritti civili; al funerale in sua vece era presente il vicepresidente Hubert Humphrey. Il candidato democratico per la Casa Bianca Robert Kennedy fu informato dell'omicidio mentre si stava dirigendo a Indianapolis, per fare campagna elettorale. Nel suo breve ma concitato discorso a coloro che gli stavano intorno, Kennedy espresse il desiderio che gli attivisti legati a King continuassero sulla strada della nonviolenza. Stokely Carmichael affermò che si trattava di una dichiarazione di guerra al popolo afroamericano e che intendevano vendicarlo e non piangerlo. In seguito ai fatti che seguirono queste parole i contrasti avvenuti portarono a 46 morti, 2 600 feriti e 21 000 arresti.
Su richiesta della vedova Coretta King al funerale del marito, tenutosi il 9 aprile, fu letto l'ultimo sermone che il defunto aveva pronunciato il 4 febbraio di quell'anno. Nel sermone King chiese che il funerale si svolgesse con grande semplicità: la sua bara fu trascinata da un carro con due asinelli della Georgia, così come espressamente richiesto da lui quando era ancora in vita. King non volle che fossero menzionati i suoi premi o altri onori che aveva ricevuto; chiese solamente di esser ricordato come chi aveva cercato di dare da mangiare agli affamati, coprire coloro che non avevano i vestiti, essere chiaro e duro sulla questione della guerra in Vietnam e infine "amare e servire l'umanità". Poco tempo dopo la morte di King la città di Memphis, che vide un corteo di 42 000 persone sfilare l'8 aprile, provvide ad accettare le richieste degli spazzini neri, che interruppero così lo sciopero.

### Le indagini sull'omicidio

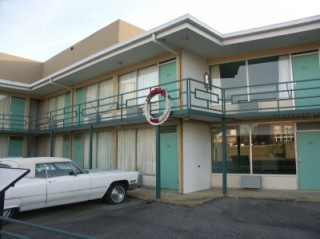
Il Lorraine motel

Il giorno seguente l'omicidio il procuratore generale Ramsey Clark affermò che era vicino all'arresto del colpevole Più di 3 500 agenti dell'FBI seguirono il caso. Venne accertato che lo sparo proveniva dalla stanza 5b della pensione Bessie Brower, che si trovava di fronte a quella dove si riposava il pastore. La stanza era registrata a nome di John Willard che si rivelerà essere, insieme a Eric Galt, uno pseudonimo utilizzato da James Earl Ray. Si ritrovò l'arma del delitto, un Remington con mirino telescopico, abbandonato sul marciapiede di fronte a un negozio vicino al luogo del delitto, con le impronte digitali di Ray sopra di essa. Ray venne arrestato l'8 giugno all'aeroporto di Londra-Heathrow, mentre cercava di lasciare il Regno Unito con un passaporto canadese falso con il nome di Ramon George Sneyd, volendo recarsi a Bruxelles.

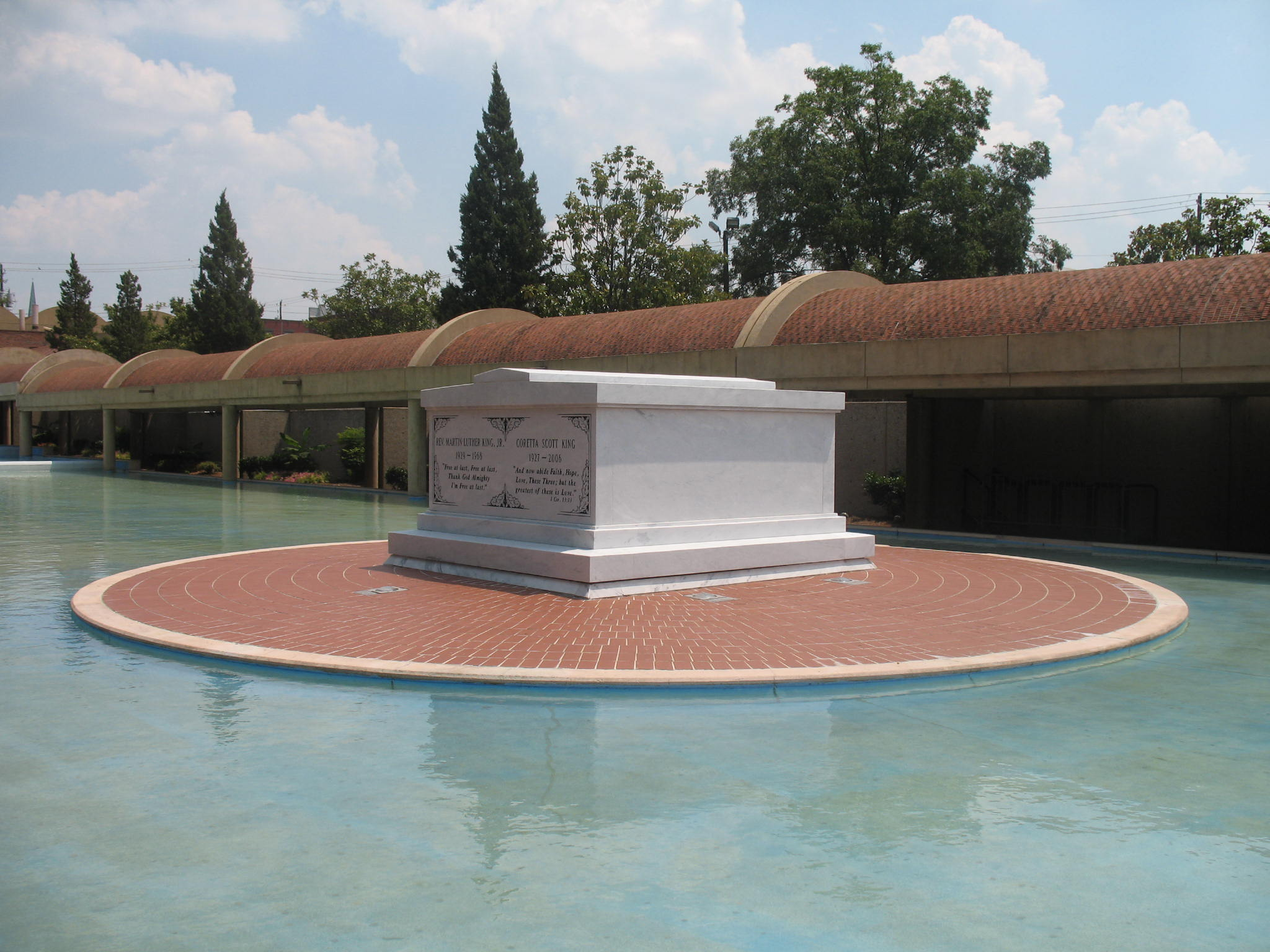
La tomba di Martin Luther King, Jr. e Coretta Scott King al Martin Luther King, Jr. National Historic Site

Come rappresentante legale scelse Arthur J. Hanes, grazie anche ai soldi ricevuti dal giornalista William Bradford Huie in seguito ebbe Percy Foreman mentre il suo ultimo avvocato fu William F. Pepper. Ray fu velocemente estradato in Tennessee e accusato dell'omicidio di King; egli dapprima confessò di essere l'assassino, ma tre giorni dopo ritrattò dopo aver licenziato Percy Foreman, suo legale. Secondo il legale di Ray, il suo assistito si sarebbe professato innocente per evitare la pena di morte. Il 10 marzo 1969 venne condannato a 99 anni di reclusione. Il 10 giugno 1977, Ray e altri sei carcerati evasero dal penitenziario di Stato Brushy Mountain (a Petros, in Tennessee). I sette furono ritrovati tre giorni dopo e ricondotti in prigione.
Nel 1997 Dexter visitò in prigione Ray e gli chiese se fosse stato veramente lui a uccidere King: la sua risposta fu che era innocente. Nel dicembre del 1999 una giuria decretò che King era stato vittima di una cospirazione che includeva Loyd Jowers, proprietario del Jim Grill, ristorante situato nei pressi del motel dove era stato ucciso. Egli durante il processo ritirò le affermazioni fatte nel 1983 alla televisione ABC e fu condannato al pagamento della somma di 100 dollari alla famiglia King. Ray sostenne di aver incontrato un uomo che si faceva chiamare "Raoul" e che sarebbe stato coinvolto nella cospirazione per uccidere M. L. King.
Nel 2002 Ronald Denton Wilson affermò che suo padre Henry Clay Wilson era coinvolto nell'assassino di King, insieme ad altre due persone già all'epoca decedute. Gli atti dell'indagine sull'assassinio di Martin Luther King jr sono stati secretati fino al 2002 dall'amministrazione americana. Alcuni testimoni confermarono come il colpo provenisse da un luogo diverso da quello in cui si trovava Ray.

## La famiglia King
King sposò Coretta Scott il 18 giugno 1953 a Heiberger, in Alabama. La coppia ebbe in totale due figli e due figlie: Yolanda King, Martin Luther King III, Dexter Scott King e Bernice King.
Anche la nipote Alveda King è un'attivista per i diritti civili.

## Influenze

### Tradizione populista e populismo nero
Harry C. Boyte, che si definisce un populista, e che fu, seppur bianco, segretario della Southern Christian Leadership Conference e attivista per i diritti civili, descrive un episodio che secondo lui lascia trapelare alcune delle influenze politiche che avevano colpito maggiormente King:

Il mio primo incontro con il significato profondo del populismo avvenne nel 1964, all'età di diciannove anni, mentre lavoravo come segretario di campo per la SCLC a St. Augustine. Un giorno fui catturato da cinque uomini e una donna che erano membri del Ku Klux Klan. Mi accusarono di essere comunista e Yankee"; io replicai: "Non sono uno Yankee – la mia famiglia risiede nel Sud [degli USA] fin dalla Rivoluzione. E non sono un comunista. Sono un populista. Credo che i neri e i bianchi poveri dovrebbero unirsi per fare qualcosa per colmare le nostre divisioni". Parlammo qualche minuto su come un movimento del genere dovesse apparire. Poi mi lasciarono andare. Quando venne a sapere dell'incidente, Martin Luther King, a capo della SCLC, mi disse che egli si identificava con la tradizione populista e mi assegnò all'organizzazione dei poveri di pelle bianca.

### Thurman
Howard Thurman, leader della lotta per i diritti civili, teologo ed educatore, fu una delle prime influenze di King. Thurman era stato compagno di classe del padre di King al Morehouse College, e fece da mentore per il giovane King e alcuni suoi amici.
Il lavoro missionario di Thurman lo aveva portato spesso all'estero, dove tra gli altri aveva incontrato e conferito con Gandhi.
Mentre era studente alla Boston University King visitava spesso Thurman, che era il decano della Marsh Chapel.
Walter Fluker, studioso degli scritti di Thurman, ha affermato: "Non credo che avremmo mai avuto un Martin Luther King senza un Howard Thurman".

### Gandhi e Rustin
Ispirato dal successo dell'attivismo nonviolento che aveva ottenuto Gandhi, King si recò in India a visitare la famiglia del Mahatma nel 1959, con l'assistenza del gruppo quacchero dell'American Friends Service Committee. Il viaggio indiano toccò nel profondo King, accrescendo la sua conoscenza sul concetto di resistenza nonviolenta e il suo impegno nella lotta per i diritti civili negli Stati Uniti. In un discorso radiofonico fatto durante la sua ultima sera in India, King si espresse così: "Da quando sono in India, sono sempre più convinto che il metodo della resistenza non-violenta sia l'arma più potente a disposizione degli oppressi nella loro lotta per la giustizia e la dignità umana. Veramente il Mahatma Gandhi ha incarnato nella sua vita principi universali certi che sono ineluttabili quanto la legge di gravità".
La sua vicinanza alle idee di Gandhi fu possibile anche grazie alla profonda influenza che ebbero gli insegnamenti evangelici sui due: seppure King fosse un religioso mentre Gandhi citasse il pensiero di Cristo come una grande influenza (al pari di quella buddhista, induista e islamica), entrambi vedevano un collegamento tra la nonviolenza e gli insegnamenti di Cristo. In particolare Gandhi si riferiva al discorso della montagna: "Se uno ti percuote la guancia destra, tu porgigli anche la sinistra" (Matteo 5,39). L'attivista afroamericano per i diritti civili Bayard Rustin, che studiò a fondo gli insegnamenti gandhiani, consigliò a King di dedicarsi ai principi della nonviolenza. Rustin fu principale consigliere e mentore nei primi anni di attivismo di King e organizzatore della marcia su Washington per il lavoro e la libertà del 1963. Nel prosieguo della lotta degli afroamericani per i diritti civili molti leader del movimento chiesero a King di prendere le distanze da Rustin, a causa della sua aperta omosessualità, del suo supporto al socialismo democratico e dei suoi precedenti legami con il Partito Comunista degli Stati Uniti d'America.

## Il movimento per i diritti civili

### Gli obiettivi
Tra i diritti civili per i quali il movimento si batteva grande importanza era data al diritto di voto: King si adoperò soprattutto per effettuare tra la popolazione nera la cosiddetta "campagna del voto". In una situazione politica in cui mediamente meno di un nero su cinque esercitava il suo diritto di voto, la SCLC pose l'accento sull'influenza che poteva esercitare l'elettorato afroamericano votando un candidato piuttosto che un altro candidato razzista. Questo efficace modo di pensare fu adottato anche da Nelson Mandela che lottò per i diritti del popolo sudafricano.

### I risultati della lotta
King era convinto che l'applicazione delle tecniche gandhiane di non-violenza all'organizzazione (da parte della SCLC) di campagne per i diritti avrebbe consentito, attraverso la copertura mediatica che ne derivava, la denuncia della situazione in cui versava la comunità nera.
Di fatto questa strategia si rivelò vincente: i giornali e la televisione riportavano giornalmente sia le manifestazioni di protesta (marce, boicottaggi, episodi di resistenza civile come i sit-in.) sia la violenza e lo stato di segregazione a cui erano sottoposti i neri. Tutto ciò riuscì a convincere gran parte dell'opinione pubblica americana dell'importanza e della priorità che il problema dei diritti civili della comunità afroamericana aveva. King, in America, come Gandhi in India, organizzò una protesta pacifica, senza armi, soprattutto basandosi sul dialogo, ottenendo anch'egli grandi risultati. Le campagne di disobbedienza civile portarono lo stesso King a essere più volte imprigionato.
King applicò i principi della nonviolenza riscuotendo grandi successi, grazie anche a una meticolosa e strategica preparazione dei metodi, dei luoghi e dei momenti di protesta, in modo da massimizzare la loro visibilità e il loro impatto mediatico e sulla popolazione, sia bianca sia nera. King e la SCLC organizzarono così decine e decine di marce e manifestazioni di protesta per assicurare alla comunità nera d'America il diritto di voto, la fine della segregazione, pari diritti sul lavoro e altri basilari diritti civili. Quando nell'ottobre del 1963 vi fu la riforma agraria lui intervenne come difensore dei diritti della popolazione nera, sfruttata dai latifondisti americani nelle piantagioni. Molte delle richieste del movimento furono in seguito accolte, e si tradussero in leggi degli Stati Uniti, grazie all'approvazione di documenti come il Civil Rights Act (1964) e il Voting Rights Act (1965).

## Le intercettazioni dell'FBI
L'FBI si interessò a King inizialmente con il tracciamento degli spostamenti aerei del pastore protestante e con le ricerche sui suoi collaboratori. Il capo dell'FBI dell'epoca John Edgar Hoover, sospettando che il pastore collaborasse con i comunisti, ordinò ai suoi uomini di indagare su Martin Luther King, presentò il 9 marzo 1956 al presidente Eisenhower, come da sua richiesta, un fascicolo che dimostrava il presunto pericolo costituito dal movimento (ai tempi del boicottaggio), appoggiato da Sherman Adams in quella relazione vi era il nome di Stanley Levison, avvocato di King e membro del Partito Comunista, ma vi fu anche il commento di King in riferimento a Du Bois che il 1º ottobre entrò nel Partito Comunista, definendo il momento come «la diserzione di uno dei più brillanti intellettuali neri degli Stati Uniti».
Quando Kennedy divenne presidente, Hoover continuò ad affermare che King fosse circondato dai comunisti come nel caso di Ben Davis (consigliere comunale) che gli aveva donato il sangue dopo la pugnalata ricevuta, ma questo non convinse il presidente circa il pericolo che potesse costituire il pastore. Il 15 marzo 1962 furono installati dei microfoni nella casa di Levison, venendo a conoscenza dei suoi incontri con Jack O'Dell. Kennedy stesso consigliò, nel giugno del 1963 a King di non continuare a frequentare Levison che poteva gettare ombre sulla sua carriera. Deceduto Kennedy il controllo continuò e ne venne informato il nuovo presidente Johnson, il pastore decise di incontrare Hoover che negò ogni sorta di controllo. Nel luglio del 1963 lo stesso Hoover richiese all'allora procuratore generale Robert Kennedy di poter piazzare cimici e tenere sotto controllo il telefono di Martin Luther King e di molti suoi collaboratori.
L'interesse dell'FBI per King si intensificò dopo la marcia su Washington e il celebre discorso I have a dream, tanto che un memorandum dell'epoca descriveva King come "il più pericoloso ed efficace leader nero nella nazione". Nel settembre di quello stesso anno Robert Kennedy acconsentì alla sorveglianza tecnica, raccomandando agli agenti particolare attenzione data la delicatezza della faccenda e richiedendo di essere informato personalmente di ogni sviluppo. A Selma il 2 gennaio 1965 venne ritrovato un pacchetto con dei nastri e una lettera minatoria che lo invitava ad abbandonare la causa. Intanto John Edgar Hoover aveva definito Martin Luther King «the most notorious liar» (il bugiardo più celebre).

## Opposizione alla guerra del Vietnam

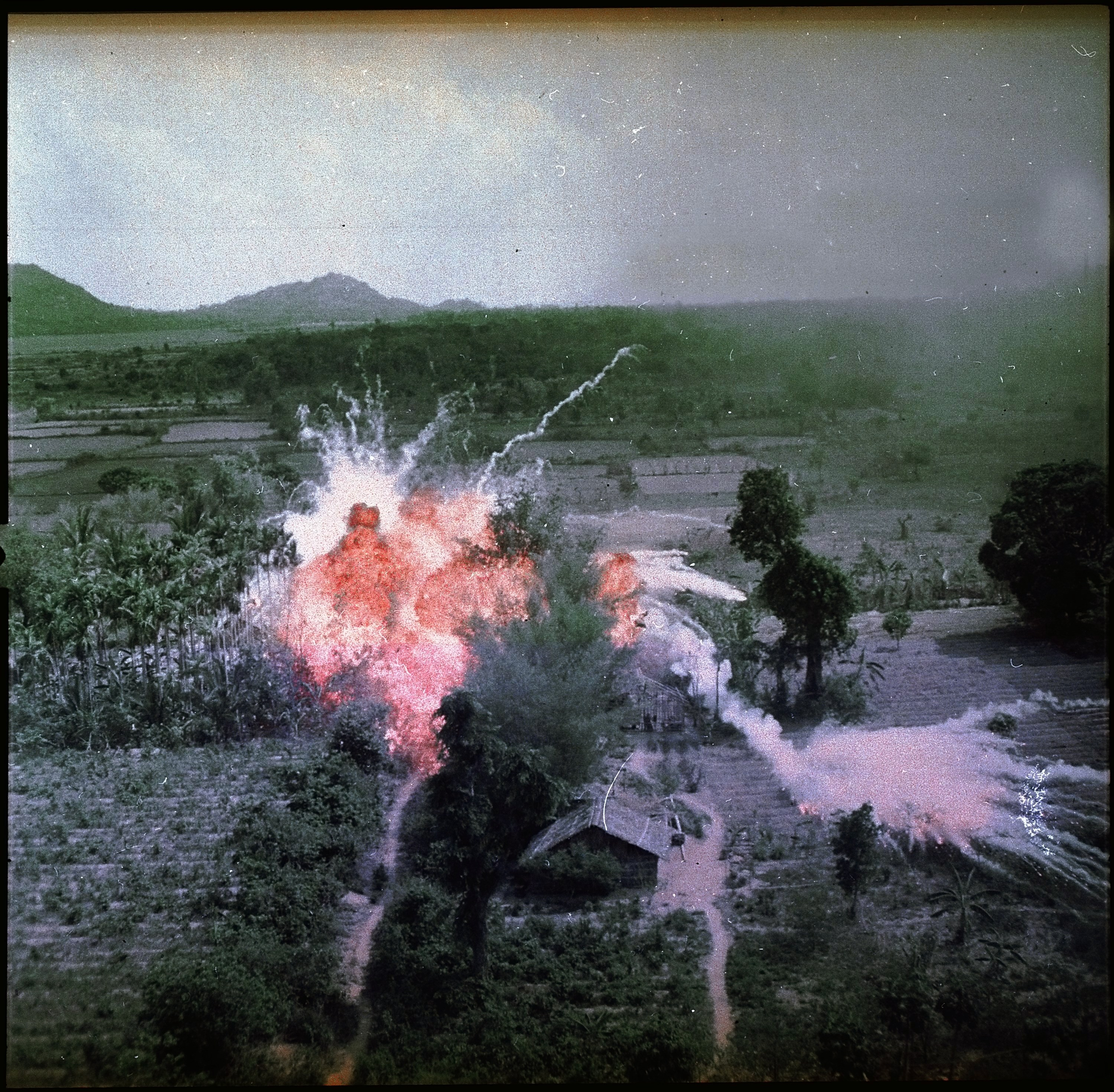
Bombardamento al napalm, al sud di Saïgon, 1965

Fin dal 1965 King espresse la sua opposizione al coinvolgimento degli Stati Uniti nella guerra del Vietnam. Il 12 agosto 1965 chiese una moratoria dei bombardamenti sul Vietnam del Nord, incontrò, seguendo il consiglio del presidente Johnson, Arthur Goldberg nel settembre del 1965. In quel periodo si dedicò ai diritti civili lasciando alla moglie i discorsi pubblici, mentre veniva criticato per i dubbi espressi sull'opportunità della guerra. Il 10 gennaio 1966 sostenne Julian Bond che si manifestò contrario alla guerra, mantenne tale condotta in un'intervista sostenuta per Face the Nation dove chiese che cessassero i bombardamenti. Nel gennaio del 1967 in un articolo sul giornale Ramparts seppe di circa un milione di bambini uccisi dalle bombe al napalm.
Il 4 aprile 1967 (un anno esatto prima della sua morte), alla chiesa di New York City Riverside, nel suo discorso "Beyond Vietnam", affermò che la guerra distoglieva lo sguardo dai poveri risucchiando ogni risorsa che poteva essere utilizzata per loro, che l'America doveva finire di distruggere le speranze di altri popoli, che tali azioni erano solo manifestazione del male profondo degli USA e che occorreva operare una rivoluzione dei valori che dimostrasse la «lealtà verso l'umanità». Quel discorso era dettato, non dalla domanda se fosse politicamente opportuno o se avesse il favore della gente, ma dalla coscienza, se fosse stato giusto o meno pronunciarlo. Attaccò il ruolo degli USA nella regione e affermò che la loro presenza in Vietnam era finalizzata a una occupazione di stampo coloniale.
Sempre nel discorso Beyond Vietnam Martin Luther King sostenne che la vera compassione non sta tanto nell'elemosina a un mendicante, quanto in un cambiamento della società che eviti che si creino mendicanti. Era contrario all'adesione dei giovani alla guerra, chiedeva a loro di non partire se la ritenevano ingiusta. Si dispiaceva di non potervi partecipare perché avrebbe rifiutato finendo volentieri in prigione. Gli effetti furono negativi per King. Venne criticato dai propri compagni e si attirò le antipatie tra molti mass-media (come il Washington Post e la rivista Life). In un sermone del 5 novembre 1967 affermò che nella vita ogni persona può essere chiamata a schierarsi rischiando la propria vita e i propri beni, e se si rifiuta di farlo per paura, per vivere a lungo, si sarà già morti.

## I have a dream
(28 agosto 1963, Washington, discorso al Lincoln Memorial durante la marcia per il lavoro e la libertà)

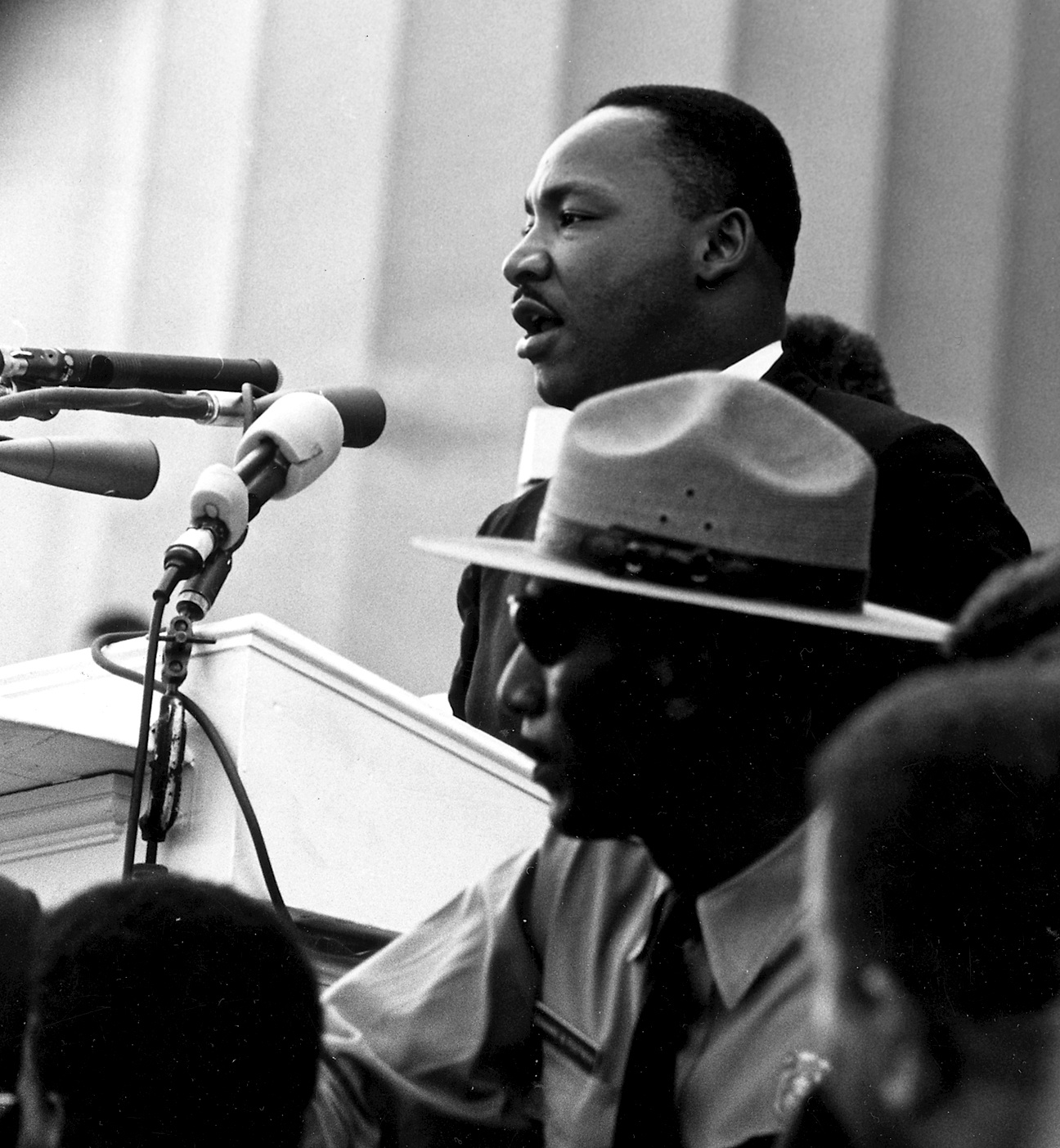
M.L. King

Estremamente celebre è rimasto il discorso che Martin Luther King tenne il 28 agosto 1963 durante la marcia per il lavoro e la libertà davanti al Lincoln Memorial di Washington e nel quale pronunciò più volte la fatidica frase I have a dream ("Io ho un sogno") che sottintendeva la (spasmodica) attesa che egli coltivava, assieme a molte altre persone, perché ogni uomo venisse riconosciuto uguale a ogni altro, con gli stessi diritti e le stesse prerogative, proprio negli anni in cui, per dirla con le parole di Bob Dylan, i tempi stavano cambiando. Martin Luther King fu più volte soggetto ad aggressioni e a offese molto gravi. Secondo alcune analisi il discorso I have a dream sarebbe in parte molto simile alla discussione di Archibald Carey, Sr. tenuta alla Republican National Convention nel 1952.
La somiglianza consiste nel fatto che entrambi i discorsi finiscono con una recitazione del primo verso dell'inno popolar patriottico America (My Country, 'Tis of Thee) di Samuel Francis Smith, e i due discorsi condividono i nomi di numerose montagne per cui entrambi esortano "let the freedom ring" (lasciate risuonare la libertà).

## Riconoscimenti

### Il Martin Luther King Day

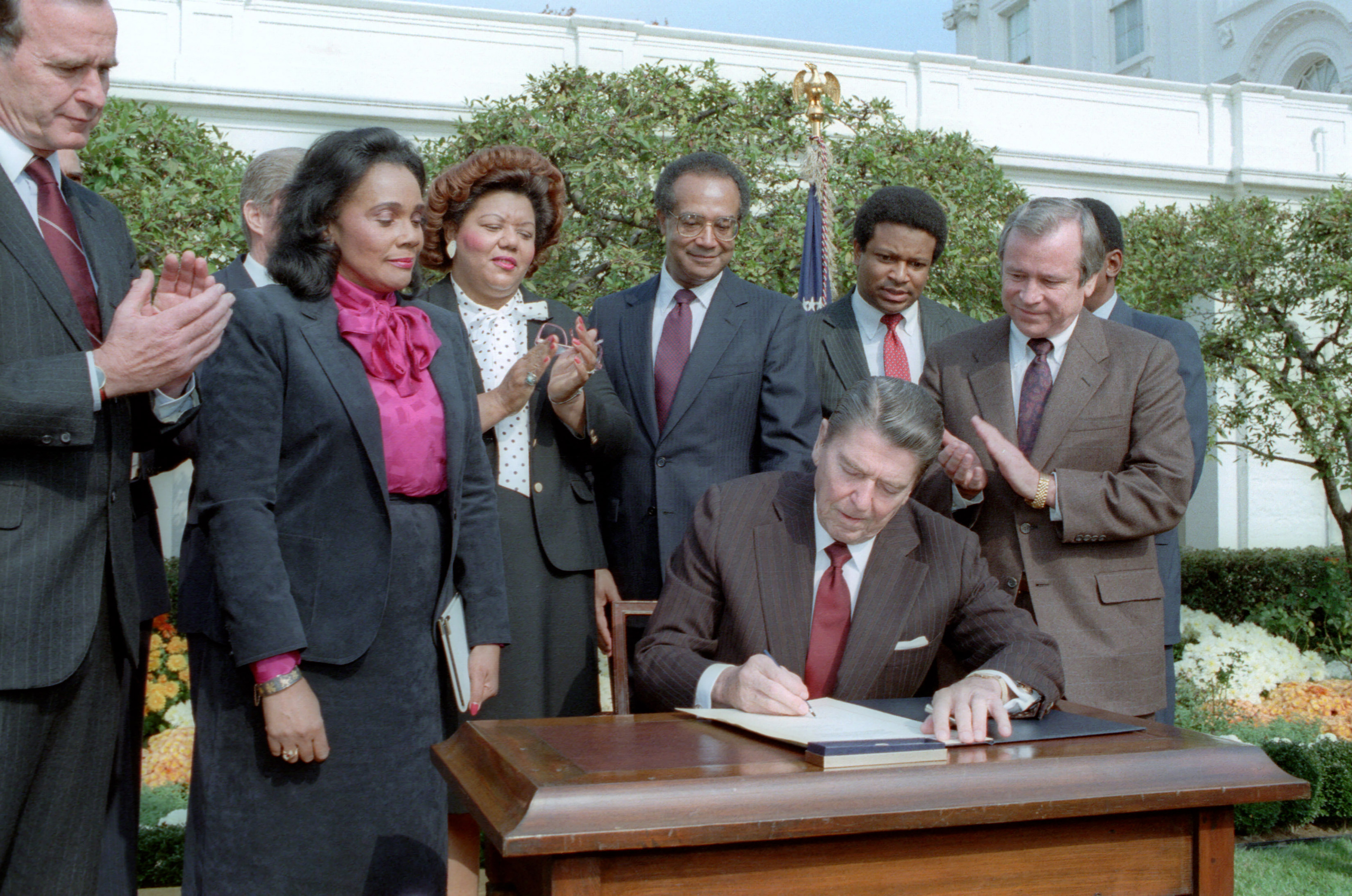
Ronald Reagan firma la legge che istituì il Martin Luther King Day

Pochi giorni dopo la morte di Martin Luther King, John Conyers (rappresentante democratico del Michigan della Camera dei rappresentanti) propose un giorno in suo onore, ma la proposta non venne accolta. Conyers e Shirley Chisholm proposero a ogni seduta del congresso tale idea, per 15 anni consecutivi, a partire dal 1978 si organizzarono delle marce in favore del festeggiamento del leader dei diritti civili. Alla fine, nel 1983 con 338 voti contro 90 alla Camera, e 78 contro 22 al Senato, la proposta divenne legge. Il presidente Ronald Reagan firmò l'istituzione della festa nazionale per commemorare Martin Luther King, da celebrarsi il terzo lunedì di gennaio, un giorno vicino cioè al 15 gennaio, giorno della sua nascita.
Fu osservato per la prima volta il 20 gennaio 1986. Non tutti i 50 Stati però riconobbero subito questa festività, mentre alcuni la celebravano con nomi diversi. Alla fine del 1992 erano due gli Stati che ancora non celebravano tale ricorrenza, l'Arizona e il New Hampshire: quest'ultimo festeggiava la ricorrenza con un altro nome, il Civil Right Days, che nel 1999 cambierà nome uniformandosi agli altri Stati; diversa la situazione in Arizona, dove non vi era alcuna ricorrenza similare. Il 18 gennaio 1993 il Martin Luther King Day è stato celebrato per la prima volta in tutti i cinquanta Stati degli USA.

### Il Nobel per la pace
Il 14 ottobre 1964 il parlamento norvegese (Storting) dichiarò Martin Luther King vincitore del premio Nobel per la pace. Il reverendo affermò che non si trattava di una premiazione alla singola persona, ma che a ottenere il premio «Nobel» erano state tutte le «nobili» persone che avevano lottato nel movimento per i diritti civili. Quando il 10 dicembre 1964 a Oslo ottenne il premio, King, all'epoca trentacinquenne, era il più giovane nella storia del Nobel; non essendovi a quel tempo la consuetudine di dare la motivazione per l'assegnazione del premio, si fa riferimento all'incarico che aveva:
Alla ricezione del premio, Martin Luther King nel suo discorso comunica la speranza di vedere tutte le genti ottenere, oltre ai pasti per il corpo, «istruzione e cultura per la loro mente e dignità uguaglianza e libertà per il loro spirito». I 54 000 dollari del premio vennero divisi nei vari movimenti, CORE, Southern Christian Leadership Conference, NAACP, SNCC (Student Nonviolent Coordinating Committee), National Council of Negro Women (consiglio nazionale delle donne nere) e l'American Foundation on Nonviolence (fondazione americana sulla nonviolenza).

### Riconoscimenti e premi postumi
- Premio per i diritti umani Marcus Garvey, un riconoscimento in denaro donato alla vedova Coretta King nel 1968[245]
- Grammy Award per il miglior Album Parlato per Why I Oppose the War in Vietnam 1970[246]
- Più di 700 città statunitensi hanno una via dedicata al pastore[247]

### Commemorazioni religiose

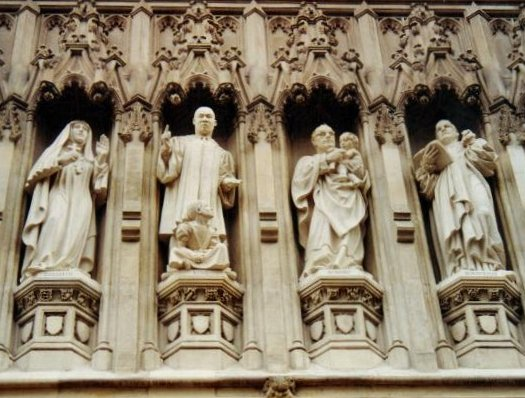
Abbazia di Westminster, quattro dei personaggi ritratti: Elisabetta d'Assia-Darmstadt, Martin Luther King, l'arcivescovo Óscar Romero, e il pastore Dietrich Bonhoeffer

Martin Luther King Jr. è oggetto di commemorazione liturgica in quanto pastore e martire, in corrispondenza dell'anniversario della nascita o della morte, da parte di diverse denominazioni religiose, fra le quali la Chiesa Episcopale (parte della più ampia Comunione anglicana), la Chiesa evangelica luterana in America e altre.

## Influenza nella cultura di massa

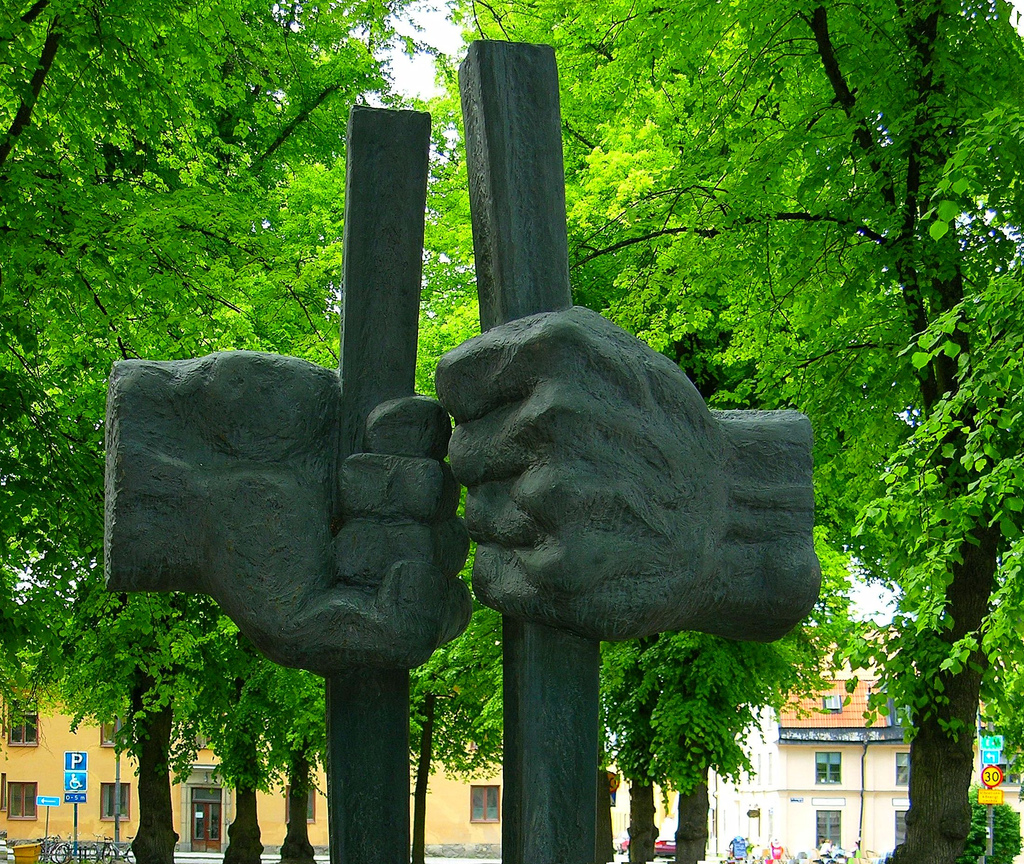
Monumento dedicato a Martin Luther King, Università di Uppsala, Svezia

La canzone Pride (In the Name of Love), tratta dall'album The Unforgettable Fire degli U2 è dedicata a Martin Luther King. Inoltre nel medesimo album della band irlandese è presente un secondo pezzo ispirato a King, MLK, titolo coniato semplicemente prendendo le iniziali del reverendo. Michael Jackson ha fatto riferimento a Martin Luther King in diversi suoi brani: il reverendo appare più volte nel video di Man in the Mirror, nella canzone They Don't Care About Us viene nominato nel verso "but if Martin Luther was living, he wouldn't let this be" e appare nel primo videoclip ambientato in un carcere; in HIStory, Jackson campiona una parte del celeberrimo discorso "I have a dream". Tale estratto venne utilizzato da Jackson anche per le prove del suo ultimo tour This Is It, durante l'esecuzione dal vivo di They Don't Care About Us.
Altre canzoni che fanno riferimento a lui sono One Vision dei Queen, nel brano di Ben Harper Like a king e nell'inedito Super Pop di Madonna ("If I was a hero I'd be Martin Luther"), canzone della session di Confessions on a Dance Floor, ma poi non rientrata nella track-list finale dell'album (la si può sempre scaricare da internet o da ICON); ma la prima in ordine cronologico fu Le rondini bianche di Armando Stula, nel 1968 incisa per la CDB dal gruppo italiano Aldo e i Falisci. Anche Elvis Presley fece un proprio tributo a Martin Luther King: si tratta della canzone If I Can Dream, scritta da Walter Earl Brown. Venne incisa da Elvis Presley circa due mesi dopo l'assassinio di Martin Luther King, e venne riprodotta per la prima volta in pubblico nello speciale televisivo Elvis Presley's '68 Comeback Special, come brano finale dello show andato in onda sulle reti della NBC il 3 dicembre 1968. Nel brano Mounting castles in the blood red sky i Sieges Even inseriscono alcuni estratti del discorso di Martin Luther King. Anche il brano Wisdom, Justice and Love dei Linkin Park contiene parte di un discorso dello stesso Martin Luther King Jr.

## Il pensiero

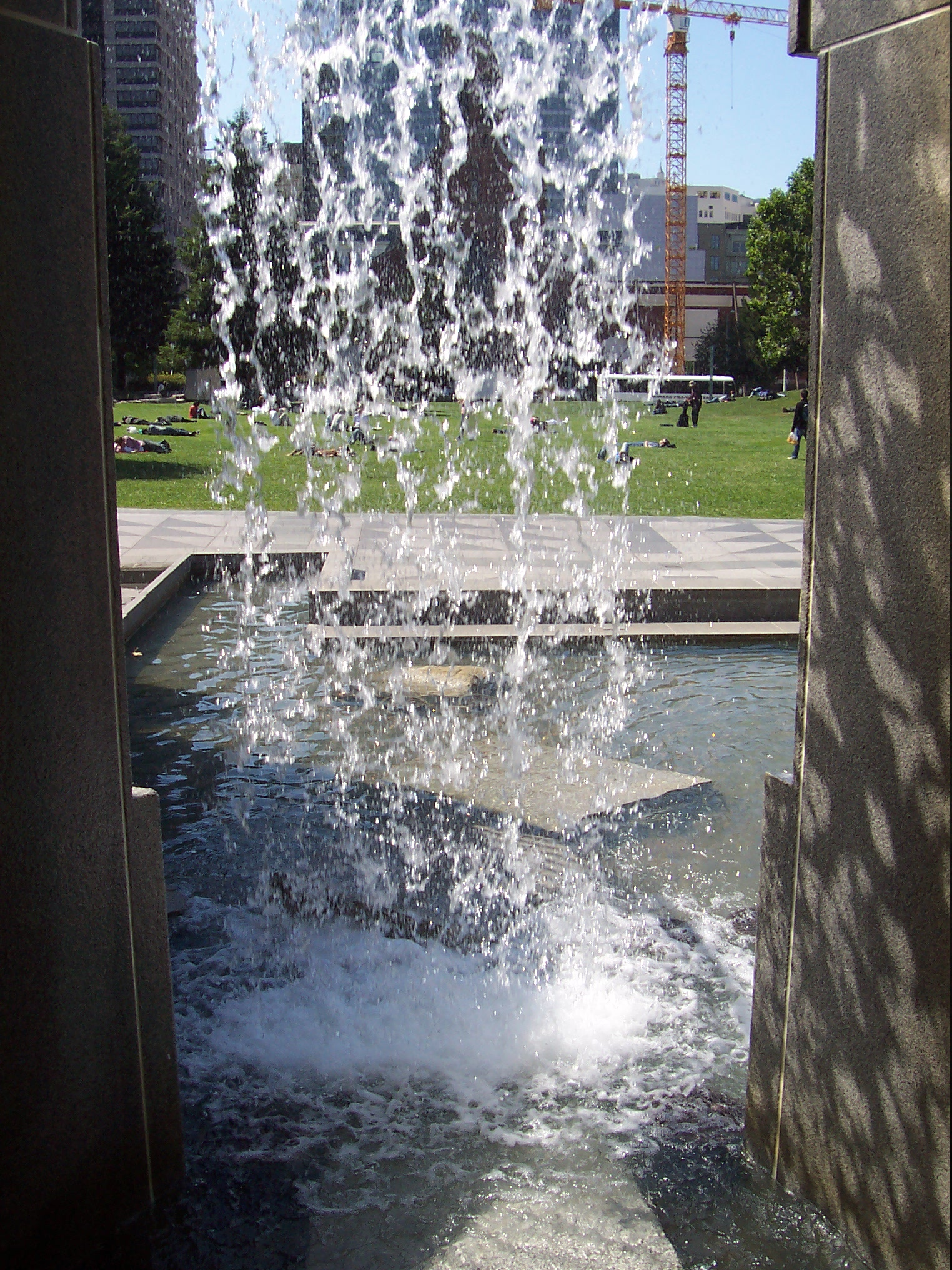
Monumento a Martin Luther King, Yerba Buena Gardens, San Francisco, Stati Uniti

King riteneva che l'egoismo fosse qualcosa di distruttivo per l'essere umano e affermava che per la grandezza di un essere umano, anche senza istruzione o particolari competenze, fosse sufficiente un animo gentile. Il continuo progresso rivelava la relatività dell'animo umano, che di fronte alle sue opere gigantesche diventa piccola cosa, mentre la ricchezza la si poteva ottenere soltanto se la povertà avesse cessato di esistere. Affermava che chi non fosse stato pronto a morire per un qualcosa in cui crede in realtà non era «pronto a vivere» e che le qualità di un uomo si mostrano solo quando deve affrontare una situazione difficile: solo il coraggio fa vincere la paura.
Il pensiero di King si espresse criticamente, sia verso il capitalismo selvaggio sia verso il socialismo reale, realizzato in URSS e in altri paesi. King sostiene nei suoi sermoni, in particolare in un sermone dedicato alla giustizia e riportato integralmente nel libro La forza di amare (casa editrice SEI), la necessità di riconoscere il bene e il male in entrambi i sistemi economici che si fronteggiavano durante la guerra fredda. Partendo dalla convinzione che Dio desidera liberare dal peccato la stessa struttura sociale ed economica, descrisse come il capitalismo sia fonte di libertà e ricchezza per l'uomo, ma al tempo stesso sia anche fonte d'impoverimento spirituale, perché produce materialismo e consumismo sfrenato, mentre il comunismo sovietico, pur essendo nato da giuste esigenze di eguaglianza, distrugge la libertà individuale e annienta l'uomo con i suoi mezzi crudeli e aberranti.
King credeva nel sogno della fratellanza umana tra i popoli della Terra, nella cosiddetta "beloved community" (comunità d'amore), che era ai suoi occhi la "sintesi creativa" della tesi (capitalismo) e dell'antitesi (comunismo), motivata da una profonda fede in Gesù Cristo. Un'altra polemica nacque dalla sua introduzione al libro Negroes With Guns (Neri Armati) di Robert Williams, un residente a Cuba, che inviava regolarmente tre volte a settimana una trasmissione ad alta frequenza con messaggi ritenuti rivoluzionari e insurrezionalistici. Tuttavia King ribadì sempre la sua scelta di rifiuto totale di ogni forma di strumento di lotta violento. Centro del suo pensiero politico ed etico l'antirazzismo, oltre al socialismo cristiano.

## Controversie

### Plagio
Le prime accuse di plagio riguardarono il suo scritto Stride Toward Freedom: Il 3 dicembre 1989 sul London Sunday Telegraph uscì un articolo di Frank Johnson dove si affermò per la prima volta che buona parte della tesi con cui si era laureato all'Università di Boston era copiata da quella di un altro studente, Jack Boozer. Clayborne Carson minimizzò la portata del presunto plagio affermando che si trattava della tradizionale retorica dei predicatori afroamericani che amavano riprendere e riadattare nuovamente discorsi e sermoni di predicatori precedenti.
Nel 1990 il Rettore dell'Università di Boston sentenziò che la tesi di King "è stata esaminata scrupolosamente da specialisti e che non è stato trovato un singolo esempio di plagio su 343 pagine". La dichiarazione ebbe l'effetto di riaprire il caso. Soltanto un mese dopo un giornalista del Wall Street Journal dimostrò di essere in possesso della tesi da cui King aveva copiato diffusamente. Un anno dopo, nel 1991, l'Università di Boston pubblicò i risultati di un altro comitato, incaricato di quantificare le dimensioni del presunto plagio della tesi: il 45% della prima metà e il 21% della seconda metà risultarono copiati. L'ateneo argomentò che comunque il lavoro di King costituiva un "contributo originale alla disciplina" e rifiutò la proposta di revocargli il titolo di dottore. Oggi nella biblioteca universitaria, sulla tesi di Martin Luther King è affisso un foglio che spiega dove e da quali libri il lavoro ha preso spunto.

### Appartenenza politica
Durante la campagna presidenziale del 2008 alcune associazioni repubblicane come la Nation Black Republican Association (NBRA) aprirono un dibattito sull'eventuale appartenenza politica di Martin Luther King; alcuni collaboratori di King, come il reverendo Joseph Lowery, in un articolo del Washington Post, affermarono che King non era un politico legato ai partiti, ma piuttosto un uomo di chiesa. King non si espresse mai a favore del comunismo, pur affermando che vi fosse qualcosa di sbagliato nel capitalismo tradizionale e avendo comunque letto al collegio Morehouse autori come Karl Marx, King rifiutava il comunismo per la sua "interpretazione materialistica della storia" che negava la religione, il suo "relativismo etico" e il suo "totalitarismo politico". 

## Opere
- Marcia verso la libertà, Palermo, Andò, 1958.
- La forza di amare, Torino, SEI, 1963.
- Lettera dal carcere di Birmingham, Vicenza, La locusta, 1965.
- Il fronte della coscienza, Torino, SEI, 1968.
- Lettera dal carcere, Vicenza, La locusta, 1968.
- Oltre il Vietnam, Vicenza, La locusta, 1968.
- Perché non possiamo aspettare, Palermo, Andò, 1968.
- La misura dell'uomo, Brescia, Morcelliana, 1969.
- Dove stiamo andando: verso il caos o la comunità?, Torino, SEI, 1970.
- Io ho un sogno. Scritti e discorsi che hanno cambiato il mondo, Torino, SEI, 1993. ISBN 88-05-05335-X.
- I have a dream. L'autobiografia del profeta dell'uguaglianza, Milano, Mondadori, 2000. ISBN 88-04-47457-2.
- Il sogno della non violenza. Pensieri, Milano, Feltrinelli, 2006. ISBN 88-07-81881-7.
- Sogno. Un sogno di fratellanza per l'umanità, Legnano, Edicart, 2007. ISBN 978-88-474-3634-3.
- Chi è il mio prossimo?, Pontedera, Giovane Africa Edizioni, 2015. ISBN 978-88-97707-12-7.

## Filmografia
- Il nostro amico Martin film animato, regia di Rob Smiley e Vincenzo Trippetti (1999)
- Accadde a Selma, regia di Charles Burnett (1999)
- Selma - La strada per la libertà, regia di Ava DuVernay (2014)
- Rustin (2023)